# 小田原市
小田原市（おだわらし）は、神奈川県の西部に位置する市。施行時特例市に指定されている。
人口は約19万人。

## 概要

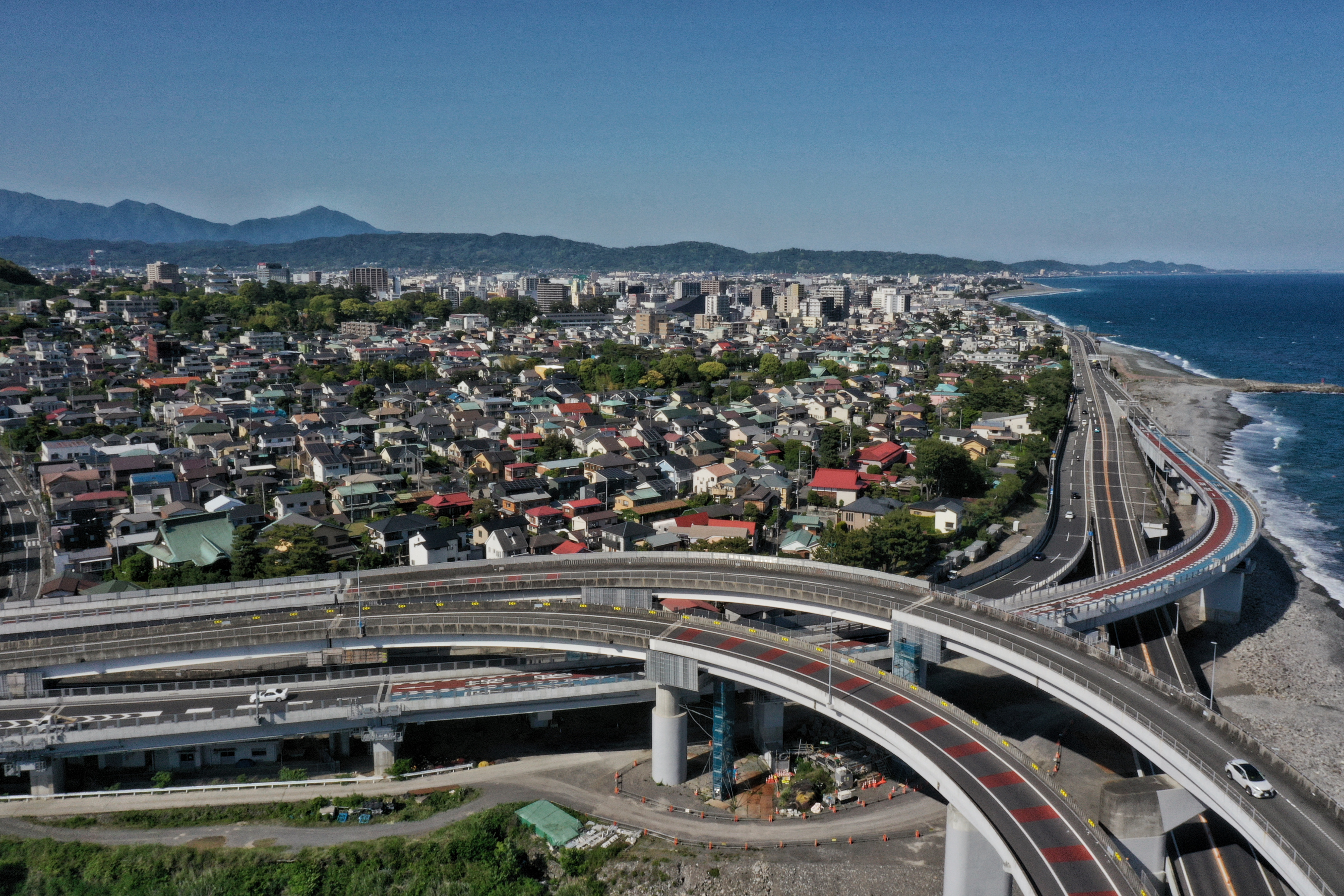
小田原市のスカイライン（西から東に撮影）
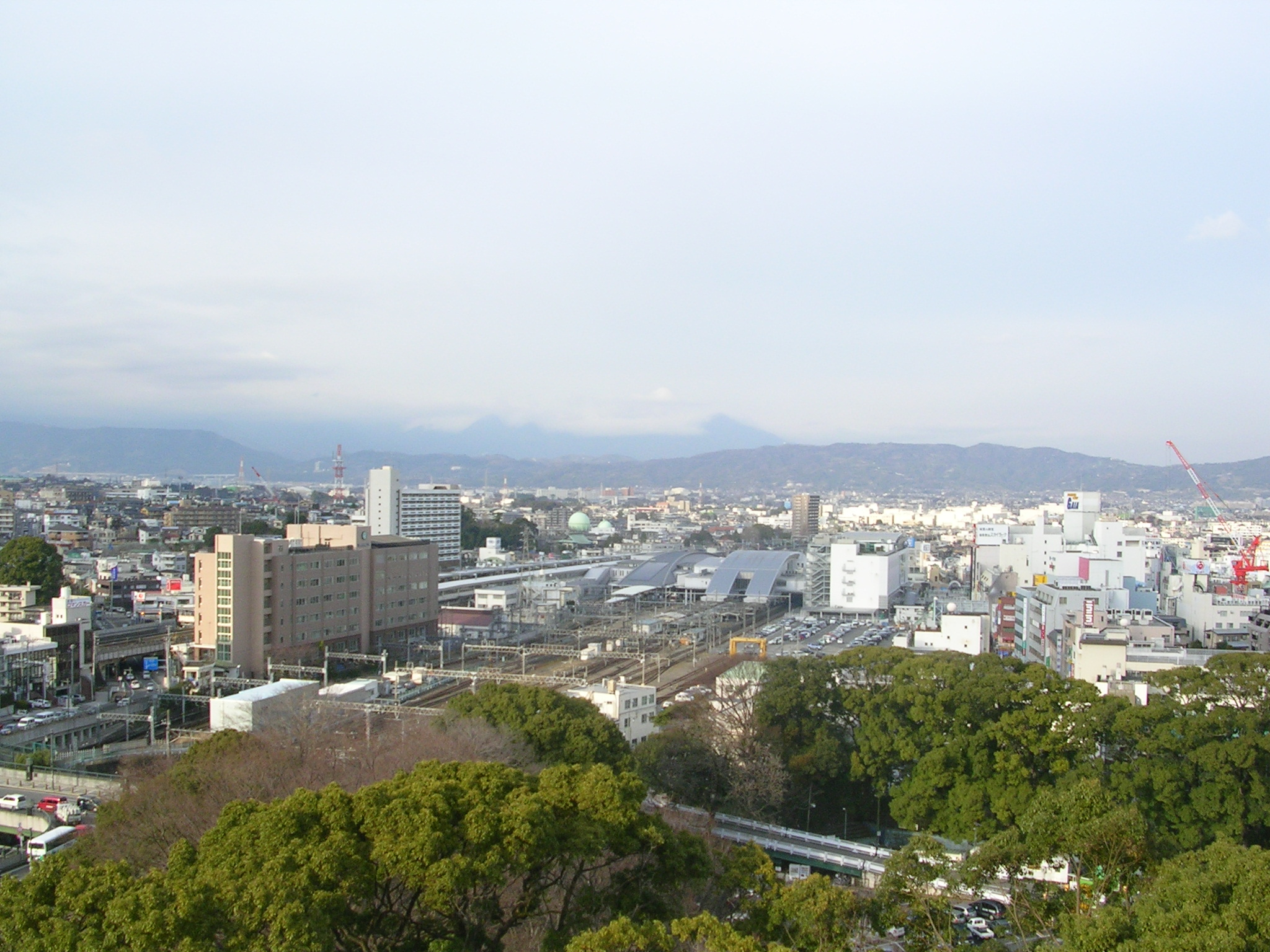
市の中心部
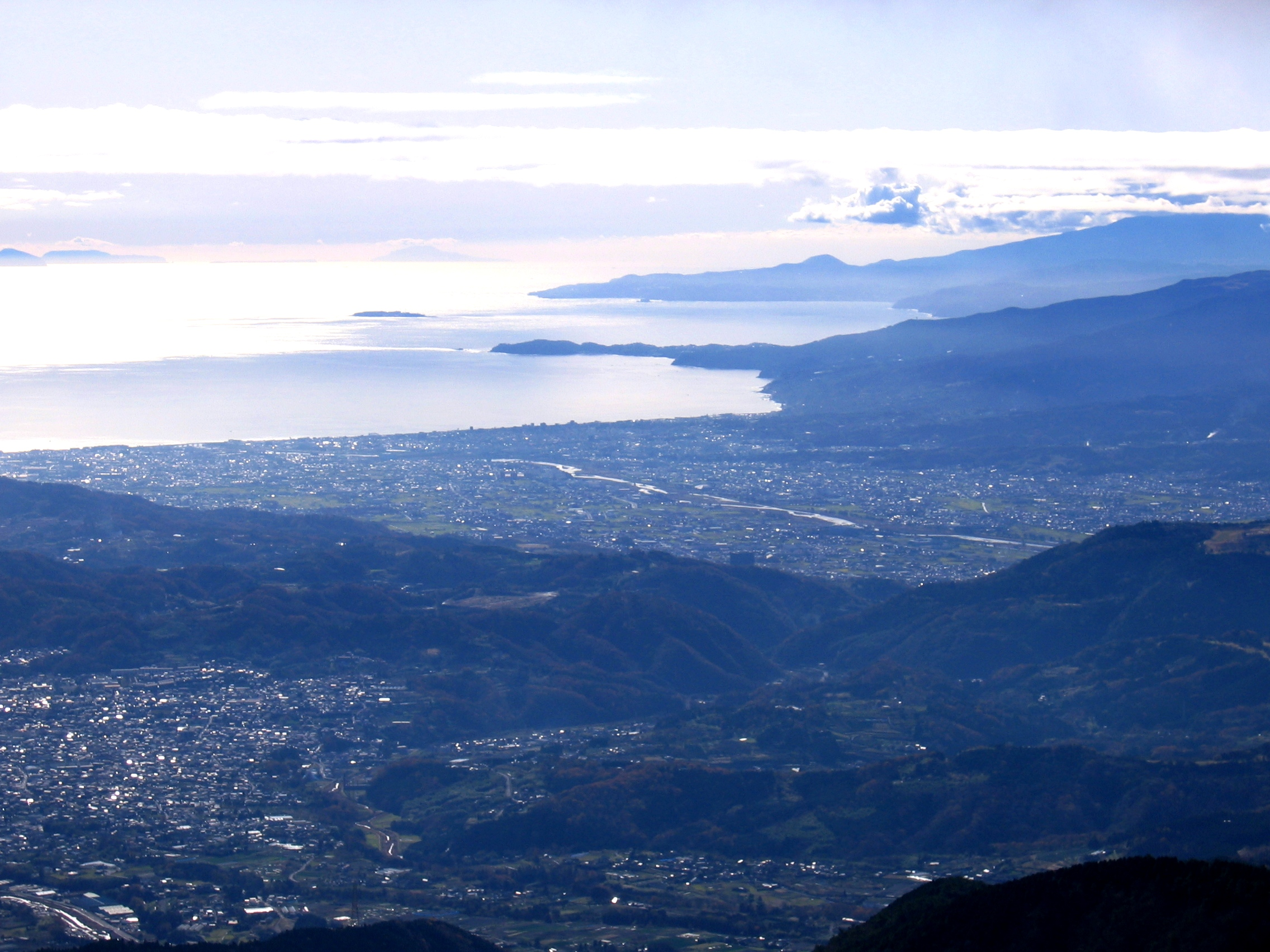
丹沢山地より見た小田原市

関東地方の南西端に位置し、戦国時代には後北条氏の城下町として栄えた。また、北条早雲から北条氏直まで北条五代の隆盛を影で支えたという風魔忍者の里である。江戸時代には小田原藩の城下町、東海道小田原宿の宿場町として盛えた。箱根峠より東側の宿場町として、現在も箱根観光の拠点都市である。1876年（明治9年）4月17日までは、現在の神奈川県西部と静岡県伊豆半島を範囲とする足柄県の県庁所在地でもあった。西湘地域の中心的な都市である。
小田原提灯とかまぼこ、梅、オシツケ等の特産地として全国的に有名である。最近では小田原バーガーや小田原どん、かまぼこドッグ、スミヤキ、オリーブを販売している。
バブル期には東京のベッドタウン化したとも言われたが、バブル崩壊後の長期不況や都心回帰による遠距離通勤の減少などもあって、人口動態が減少に転じた。一時は20万人を超えた人口も20万を割り込み、新幹線通勤定期代に対する補助制度を設けるなど人口確保のための政策を実施している（ただし、2008年（平成20年）3月31日までに転入した対象者をもって新規受付は終了）。また駅周辺の再開発、および郊外での住宅、都市開発も少しずつ進んでいる。
『多様性を持つ小田原は、癒しや元気といった、人間本来の持つ生きるチカラを与えてくれて、強くしてくれるまち』であるというブランディングアイディアをもとに、「小田原のチカラ」というブランドロゴを使用している。

## 地理

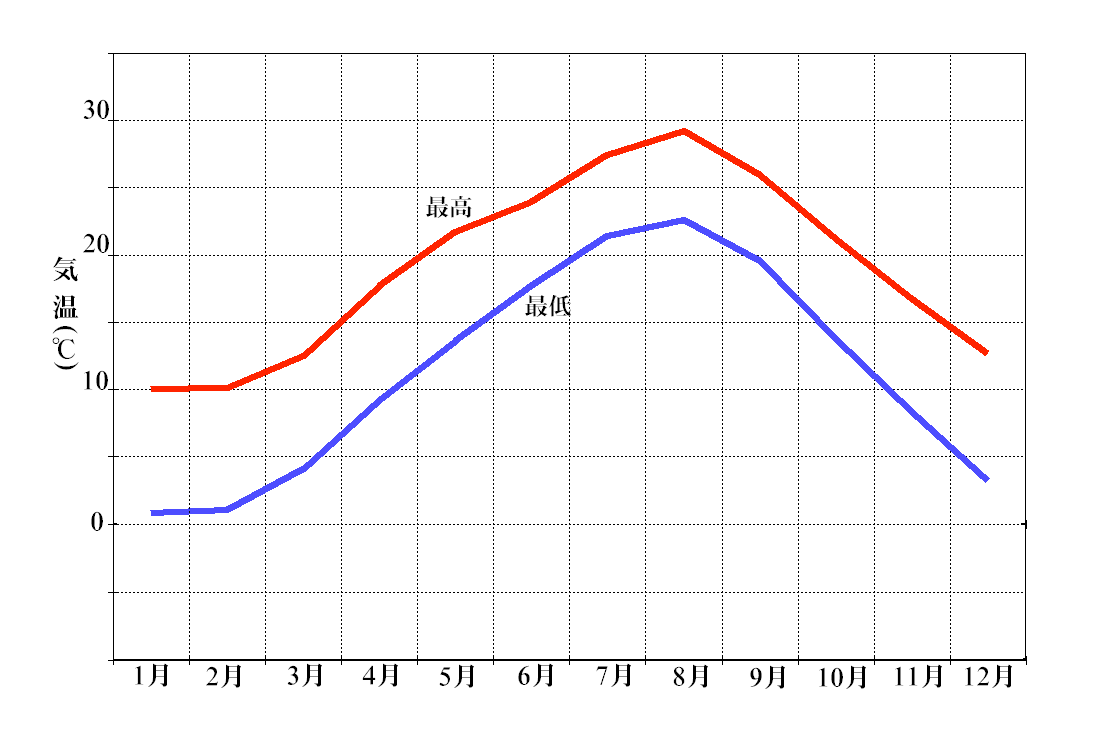
小田原市の月ごとの平年気温

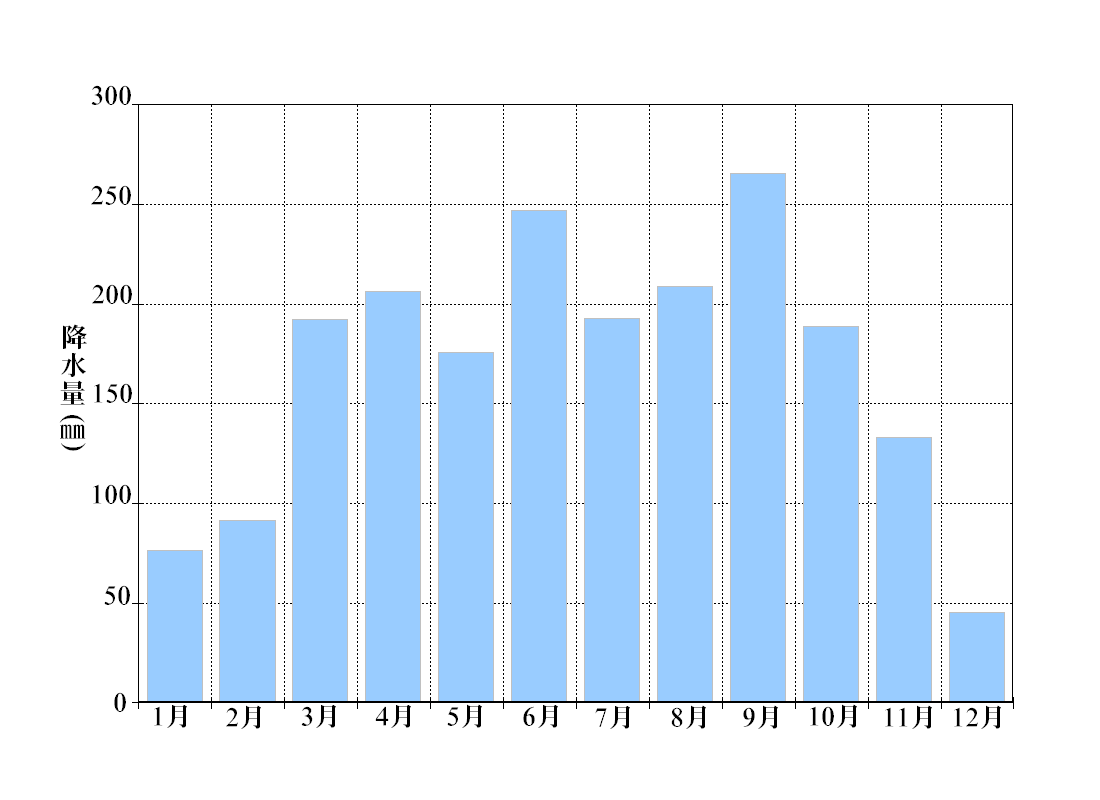
小田原市の月ごとの平年降水量

神奈川県のほぼ南西端に位置し、酒匂川の流れる足柄平野を中心に、東は大磯丘陵の南西端である曽我丘陵と呼ばれる丘陵に、西は箱根山の外輪山となっている。南は相模湾に面し、遠浅の海に小漁港が点在している。

小田原市中心部の空中写真。2019年10月2日撮影の30枚を合成作成。。

相模トラフ巨大地震の震源域直上に位置していることや、その分岐断層である国府津−松田断層などの活断層が分布していること、歴史上小田原周辺を震源とする被害地震が発生していることなどから、地震対策に力が入れられている。
気候は太平洋側気候の地域で、四季を通じて温暖である。
| 小田原市（1991年 - 2020年）の気候              | 小田原市（1991年 - 2020年）の気候 | 小田原市（1991年 - 2020年）の気候 | 小田原市（1991年 - 2020年）の気候 | 小田原市（1991年 - 2020年）の気候 | 小田原市（1991年 - 2020年）の気候 | 小田原市（1991年 - 2020年）の気候 | 小田原市（1991年 - 2020年）の気候 | 小田原市（1991年 - 2020年）の気候 | 小田原市（1991年 - 2020年）の気候 | 小田原市（1991年 - 2020年）の気候 | 小田原市（1991年 - 2020年）の気候 | 小田原市（1991年 - 2020年）の気候 | 小田原市（1991年 - 2020年）の気候 |
| 月                                             | 1月                               | 2月                               | 3月                               | 4月                               | 5月                               | 6月                               | 7月                               | 8月                               | 9月                               | 10月                              | 11月                              | 12月                              | 年                                |
| ---------------------------------------------- | --------------------------------- | --------------------------------- | --------------------------------- | --------------------------------- | --------------------------------- | --------------------------------- | --------------------------------- | --------------------------------- | --------------------------------- | --------------------------------- | --------------------------------- | --------------------------------- | --------------------------------- |
| 最高気温記録 °C （°F）                         | 20.1 (68.2)                       | 26.1 (79)                         | 27.4 (81.3)                       | 29.7 (85.5)                       | 32.3 (90.1)                       | 38.0 (100.4)                      | 37.9 (100.2)                      | 38.0 (100.4)                      | 36.0 (96.8)                       | 33.2 (91.8)                       | 28.1 (82.6)                       | 26.0 (78.8)                       | 38.0 (100.4)                      |
| 平均最高気温 °C （°F）                         | 10.6 (51.1)                       | 11.3 (52.3)                       | 14.1 (57.4)                       | 18.9 (66)                         | 22.8 (73)                         | 25.2 (77.4)                       | 29.0 (84.2)                       | 30.6 (87.1)                       | 27.2 (81)                         | 22.2 (72)                         | 17.4 (63.3)                       | 13.0 (55.4)                       | 20.2 (68.4)                       |
| 日平均気温 °C （°F）                           | 5.3 (41.5)                        | 6.1 (43)                          | 9.2 (48.6)                        | 14.0 (57.2)                       | 18.2 (64.8)                       | 21.3 (70.3)                       | 25.2 (77.4)                       | 26.4 (79.5)                       | 23.0 (73.4)                       | 17.8 (64)                         | 12.6 (54.7)                       | 7.8 (46)                          | 15.6 (60.1)                       |
| 平均最低気温 °C （°F）                         | 0.6 (33.1)                        | 1.3 (34.3)                        | 4.4 (39.9)                        | 9.2 (48.6)                        | 13.8 (56.8)                       | 18.0 (64.4)                       | 22.0 (71.6)                       | 23.0 (73.4)                       | 19.6 (67.3)                       | 14.1 (57.4)                       | 8.3 (46.9)                        | 3.1 (37.6)                        | 11.4 (52.5)                       |
| 最低気温記録 °C （°F）                         | −5.7 (21.7)                       | −8 (18)                           | −4.4 (24.1)                       | −0.4 (31.3)                       | 4.8 (40.6)                        | 11.1 (52)                         | 14.1 (57.4)                       | 16.0 (60.8)                       | 10.4 (50.7)                       | 4.2 (39.6)                        | −0.4 (31.3)                       | −3.8 (25.2)                       | −8 (18)                           |
| 降水量 mm （inch）                             | 83.7 (3.295)                      | 89.5 (3.524)                      | 175.6 (6.913)                     | 181.7 (7.154)                     | 182.2 (7.173)                     | 219.3 (8.634)                     | 216.0 (8.504)                     | 167.2 (6.583)                     | 248.7 (9.791)                     | 238.7 (9.398)                     | 119.5 (4.705)                     | 74.7 (2.941)                      | 1,996.5 (78.602)                  |
| 平均降水日数 （≥1.0 mm）                       | 6.0                               | 6.6                               | 11.1                              | 10.3                              | 10.6                              | 12.8                              | 11.9                              | 9.2                               | 12.0                              | 10.9                              | 8.0                               | 6.3                               | 115.7                             |
| 平均月間日照時間                               | 179.9                             | 159.5                             | 161.2                             | 176.9                             | 182.2                             | 130.5                             | 163.2                             | 201.8                             | 138.3                             | 131.0                             | 149.4                             | 171.0                             | 1,945                             |
| 出典1：気象庁                                  |                                   |                                   |                                   |                                   |                                   |                                   |                                   |                                   |                                   |                                   |                                   |                                   |                                   |
| 出典2：観測史上1〜10位の値（年間を通じての値） |                                   |                                   |                                   |                                   |                                   |                                   |                                   |                                   |                                   |                                   |                                   |                                   |                                   |

## 歴史

### 古代
先史時代の小田原の中里遺跡は、縄文人と渡来人が共存共栄した数少ない遺跡（地域）として知られ、人口比率は縄文人が多かったと考えられているが、他の地域と違い、点々と存在した渡来人のみの小規模の集落ではなく、縄文人と共存した大集落であった。また、縄文文化と渡来文化の境界の東端であったとも考えられ、日本の文化人類学や考古学において貴重な資料を提供している。
古代の相模国足下郡（あしがらのしものこおり）の地である。古名を「こゆるぎ」といい、「小由留木」「淘陵」などの字が宛てられた。「小田原」という地名は、「小由留木」の草書体を読み間違えたものという説がある。市内千代にあった千代廃寺は相模国国府とも足柄下郡郡衙の所在地といわれる。

### 中世
平安時代末期から鎌倉時代にかけて、平将門を討伐したことで有名な藤原秀郷の子孫・佐伯経範が長元3年（1030年）頃に秦野に移り住んで波多野氏を名乗った。後に支流として、松田氏・渋沢氏・河村氏・栢山氏・大友氏・沼田氏などが出て、相模西北部にその一族の勢力を伸ばす。現在の秦野市内、足柄上郡松田町・山北町、南足柄市、小田原市の一部。波多野城は一族の居館である。波多野城のあった田原の、その支城として「小田原」が設置されたと言う説もある。
平安時代の末期治承4年（1180年）に、蛭ヶ小島（伊豆国）で挙兵した源頼朝と平家方の大庭景親らとの、石橋山の戦いが行われた。

#### 戦国時代
戦国時代には伊勢平氏流を称する北条早雲が小田原城を奪取し、その子孫である後北条氏は小田原城を中心に関東一円に台頭し、鎌倉府足利氏、関東管領上杉氏、常陸国守護佐竹氏、下野国国司宇都宮氏、その他関東八屋形に列せられた諸氏による当時の関東の統治体制を転覆した。なお、下野国守護小山氏は後北条氏により滅亡に追い込まれた。北条氏が治めた城下町は戦国時代で最も大きく発展したといわれる。

### 近世
天正18年（1590年）、豊臣秀吉の小田原征伐による後北条氏の滅亡と徳川家康の江戸入府によって、小田原は歴史の表舞台から姿を消す。家康が関東を治めるようになった後は、部下の大久保氏が小田原に入った。
また後北条氏が滅亡するまで、関東一円の被差別民を支配し、皮革業に独占的な権益を持つなど勢力を誇った小田原太郎左衛門の本拠地があった。後北条氏が発給した判物が現存している。

#### 江戸時代
江戸時代には東国の要衝として、譜代大名を領主とする小田原藩が置かれ、小田原はその城下町となった。貞享3年（1686年）以降は代々大久保氏の城下町となった。城下町・小田原は東海道の沿線であり、小田原宿は箱根の山越えを控えた宿場として東海道五十三次中最大の規模を誇った。又、小田原郊外の栢山（かやま）は、農政家・二宮尊徳の生地として有名である。
- 1868年（慶応4年）1月24日（旧暦1月1日） - 前夜来の大火が鎮火。焼失家屋600戸、被災者3000人[5]。

### 近代
- 1871年（明治4年）
  - 7月14日 - 廃藩置県によって、小田原藩は小田原県となった。
  - 年末に県合併により、相模川以西の旧相模国と旧伊豆国全域を管轄区域とする足柄県が設置され、県庁が小田原に置かれた。
- 1876年（明治9年） - 足柄県は分割され、小田原を含む相模国部分は神奈川県に、伊豆国部分は静岡県となり、小田原は県庁所在地ではなくなった。神奈川県となった後に設置された支庁も、間もなく廃止された。
- 1878年（明治11年） - 郡区町村編制法によって足柄下郡が編制、足柄下郡の郡役所が小田原に置かれた。
- 東海道本線は当初、小田原〜熱海〜沼津間の急鋭地帯を避けるために現在の御殿場線経路で敷設された。その後、小田原経由の路線として、小田原馬車鉄道という馬車鉄道が1888年（明治21年）に開通したのを皮切りに、熱海線（現在の東海道本線）・小田原急行鉄道（現在の小田急電鉄）なども開通した。
- 1923年（大正12年）9月1日 - 関東大震災では、直下が震源地だったために激しい被害を受けた。
- 1925年（大正14年）9月2日 - 市内に本店を構える小田原実業銀行が休業、事実上の経営破綻。銀行には町の公金約50万円が預金されており混乱が生じた[6]。
- 1930年（昭和5年） - 宮内省が小田原御用邸の廃止を決定[7]。
- 1933年（昭和8年） - 富水地区に水道水源を求める計画が地元住民の反対で中断。同年7月14日には井戸掘削業者や水道計画に賛成する者への襲撃事件が発生した[8]。
- 1934年（昭和9年） - 丹那トンネル開通で、東海道本線はやっと小田原市街地を通るようになった。この辺は吉村昭の小説『闇を裂く道』（文春文庫）に詳しい。
- 1945年（昭和20年）8月15日 - 熊谷市と並び、太平洋戦争最後の空襲を受ける。

### 第二次世界大戦後
- 1951年（昭和26年）11月28日 - 万年町の工場から出火した火災が延焼して小田原大火となる。市街地321戸が全焼[9]。
- 1962年（昭和37年） - 新小田原市民歌を制定[10]。
- 1964年（昭和39年） - 東海道新幹線も開通し、東京・横浜への所要時間も大きく縮む。
- 1986年（昭和61年）1月27日には防災行政無線が開局される（当時の夕方のチャイムは「赤とんぼ(鐘系)」）。
- 1990年（平成2年） - 市制50周年を記念して、ときめき小田原夢まつりが開催された[11][12]。
- 1998年（平成10年）4月1日 - 防災行政無線放送等が変更され、2016年（平成28年）10月1日に防災行政無線の夕方のチャイム「ゆりかごのうた」に変更された。

### 21世紀
- 2016年（平成28年） - 南足柄市との合併を検討する協議会が設置。2020年度を目途に合併することを検討していたが、2017年12月に南足柄市側より方針が撤回された[13]。
- 2022年（令和4年）11月1日 - 神奈川県は小田原市の繁華街のうち栄町1丁目、同2丁目、同3丁目および本町2丁目を県暴力団排除条例に基づき暴力団排除特別強化地域に指定。飲食店等と暴力団の間でみかじめ料のやり取りが禁止され、違反した場合には飲食店側にも罰則が科されることとなった[14]。

## 人口
2000年頃、人口は20万人を超えていたが、その後は減少傾向となった。2021年の人口は約18万9000人。
| |                                          |  |
| 小田原市と全国の年齢別人口分布（2005年） | 小田原市の年齢・男女別人口分布（2005年） |  |
| ■紫色 ― 小田原市 ■緑色 ― 日本全国 | ■青色 ― 男性 ■赤色 ― 女性                |  |
| 小田原市（に相当する地域）の人口の推移 \| 1970年（昭和45年） \| 163,631人 \| \| \| 1975年（昭和50年） \| 173,519人 \| \| \| 1980年（昭和55年） \| 177,467人 \| \| \| 1985年（昭和60年） \| 185,941人 \| \| \| 1990年（平成2年） \| 193,417人 \| \| \| 1995年（平成7年） \| 200,103人 \| \| \| 2000年（平成12年） \| 200,173人 \| \| \| 2005年（平成17年） \| 198,741人 \| \| \| 2010年（平成22年） \| 198,327人 \| \| \| 2015年（平成27年） \| 194,086人 \| \| \| 2020年（令和2年） \| 188,856人 \| \| |                                          |  |
| 総務省統計局 国勢調査より |                                          |  |
| 1970年（昭和45年） | 163,631人                                |  |
| 1975年（昭和50年） | 173,519人                                |  |
| 1980年（昭和55年） | 177,467人                                |  |
| 1985年（昭和60年） | 185,941人                                |  |
| 1990年（平成2年） | 193,417人                                |  |
| 1995年（平成7年） | 200,103人                                |  |
| 2000年（平成12年） | 200,173人                                |  |
| 2005年（平成17年） | 198,741人                                |  |
| 2010年（平成22年） | 198,327人                                |  |
| 2015年（平成27年） | 194,086人                                |  |
| 2020年（令和2年） | 188,856人                                |  |

## 行政

### 行政区域の変遷（市制施行以後）
- 1940年（昭和15年）12月20日 足柄下郡小田原町・足柄町・大窪村・早川村・酒匂村の一部（網一色・山王原地区）が合併して小田原市が発足
- 1948年（昭和23年）4月1日 下府中村（しもふなかむら）を編入
  - 田島村が国府津町に編入
- 1950年（昭和25年）12月18日 足柄上郡桜井村を編入
- 1954年（昭和29年）7月15日 豊川村を編入
- 1954年（昭和29年）12月1日 国府津町・酒匂町・上府中村（かみふなかむら）・下曽我村・片浦村と合併
  - 1955年（昭和30年）4月1日 下中村と前羽村（まえばむら）が合併し橘町に
- 1956年（昭和31年）4月1日 足柄上郡曽我村から西大井・上大井を除く地区を編入
- 1971年（昭和46年）4月1日 橘町を編入
- 2000年（平成12年）11月1日 特例市に指定される
- 2007年（平成19年）2月8日 県西地域2市8町合併検討会発足

### 歴代首長
| 代      | 氏名       | 就任日                    | 離任日                     |
| ------- | ---------- | ------------------------- | -------------------------- |
| 1       | 益田信世   | 1941年（昭和16年）3月27日 | 1944年（昭和19年）5月7日   |
| 2       | 鈴木英雄   | 1944年（昭和19年）6月13日 | 1946年（昭和21年）4月11日  |
| 3・4    | 佐藤謙吉   | 1946年（昭和21年）6月14日 | 1948年（昭和23年）12月27日 |
| 5 - 9   | 鈴木十郎   | 1949年（昭和24年）2月20日 | 1969年（昭和44年）2月17日  |
| 10 - 13 | 中井一郎   | 1969年（昭和44年）2月18日 | 1985年（昭和60年）2月17日  |
| 14 - 15 | 山橋敬一郎 | 1985年（昭和60年）2月18日 | 1992年（平成4年）4月1日    |
| 16 - 19 | 小澤良明   | 1992年（平成4年）5月24日  | 2008年（平成20年）5月23日  |
| 20 - 22 | 加藤憲一   | 2008年（平成20年）5月24日 | 2020年（令和2年）5月23日   |
| 23      | 守屋輝彦   | 2020年（令和2年）5月24日  | 2024年（令和6年）5月23日   |
| 24      | 加藤憲一   | 2024年（令和6年）5月24日  |                            |

### 指定金融機関
- 横浜銀行、スルガ銀行、さがみ信用金庫の3行庫による1年交代の輪番制である。

## 議会

### 神奈川県議会
- 選挙区：小田原市選挙区
- 定数：2人
- 任期：2023年（令和5年）4月30日 - 2027年（令和5年）4月29日

| 氏名                          | 会派名                       |
| ----------------------------- | ---------------------------- |
| 小澤良央（おざわ よしなか）   | 自由民主党神奈川県議会議員団 |
| 佐々木奈保美（ささき なおみ） | 立憲民主党神奈川県議会議員団 |

### 衆議院
- 選挙区：神奈川17区（小田原市、秦野市、南足柄市、足柄上郡、足柄下郡）
- 任期：2021年10月31日 - 2025年10月30日
- 当日有権者数：424,659人
- 投票率：56.98％

| 当落 | 候補者名   | 年齢 | 所属党派   | 新旧別 | 得票数    | 重複 |
| ---- | ---------- | ---- | ---------- | ------ | --------- | ---- |
| 当   | 牧島かれん | 45   | 自由民主党 | 前     | 131,284票 | ○    |
|      | 神山洋介   | 46   | 立憲民主党 | 元     | 89,837票  | ○    |
|      | 山田正     | 70   | 日本共産党 | 新     | 16,202票  |      |

## 地区
太字は行政上用いられる大まかなブロック分け、【】内は自治会連合会の名称。
橘ブロック
- 橘（たちばな） - 旧橘町
  - 下中（しもなか） - 旧下中村 【橘北】
    - 小船、中村原、上町、沼代、小竹

  - 前羽（まえは） - 旧前羽村 【前羽】
    - 前川村、羽根尾

川東ブロック
- 曽我（そが） - 旧曽我村 【曽我】
  - 鬼柳、下大井、曽我大沢、上曽我
- 下曽我（しもそが） - 旧下曽我村 【下曽我】
  - 曽我原、曽我別所、曽我谷津、曽我岸
- 国府津（こうづ） - 旧国府津町 【国府津】
  - 田島（たじま） - 旧田島村
- 上府中（かみふなか） - 旧上府中村 【上府中】
  - 高田、千代、永塚、延清、西大友、東大友、別堀
- 下府中（しもふなか） - 旧下府中村 【下府中】
  - 下堀、中里、矢作、鴨宮、上新田、中新田、下新田
    - 南鴨宮 【富士見】
- 豊川（とよかわ） - 旧豊川村 【豊川】
  - 飯泉、成田、桑原
- 酒匂（さかわ） - 旧酒匂町 【酒匂・小八幡】
  - 酒匂、小八幡（山王原、網一色）

北部ブロック
- 桜井（さくらい） - 旧桜井村 【桜井】
  - 曽比、栢山
- 足柄（あしがら） - 旧足柄町
  - 富水（とみず） - 旧富水村 【富水・東富水】
    - 柳新田、小台、新屋、清水新田、北窪、府川、穴部、穴部新田、堀之内、中曽根、蓮正寺、飯田岡

足柄ブロック
- 二川（ふたがわ） - 旧二川村 【二川】
  - 井細田、多古

- 久野（くの） - 旧久野村 【久野】
- 蘆子（あしこ） - 旧蘆子村 【芦子】
  - 荻窪、谷津、池上

中央ブロック
- 小田原市街地 - 旧小田原町周辺
  - 扇町 (【二川】)
  - 中町、寿町 【足柄】
  - 東町 【山王網一色】
  - 栄町、浜町(2丁目周辺) 【新玉】※
  - 浜町(3丁目周辺) 【万年】※
  - 城山 【緑】※
  - 城内、本町 【幸】※
  - 南町 【十字】※
(※旧小田原町に由来。)

西部ブロック
- 大窪（おおくぼ） - 旧大窪村 【大窪】
  - 水之尾（みずのお） - 旧水之尾村
  - 板橋（いたばし） - 旧板橋村
  - 風祭（かざまつり） - 旧風祭村
  - 入生田（いりうだ） - 旧入生田村
- 早川（はやかわ） - 旧早川村 【早川】
- 片浦（かたうら） - 旧片浦村 【片浦】
  - 石橋（いしばし） - 旧石橋村
  - 米神（こめかみ） - 旧米神村
  - 根府川（ねぶかわ） - 旧根府川村
  - 江之浦（えのうら） - 旧江ノ浦村

## 市以外の行政機関

### 国家機関
- 小田原税務署
- 小田原拘置支所
- 小田原少年院
- 関東農政局神奈川統計情報事務所小田原出張所
- 関東地方整備局横浜国道事務所小田原出張所

- 横浜地方検察庁小田原支部
- 小田原区検察庁
- 横浜保護観察所小田原駐在官事務所
- 小田原労働基準監督署
- 小田原公共職業安定所

### 神奈川県の機関
- 県西地域県政総合センター
- 小田原警察署
- 小田原県税事務所
- 小田原児童相談所
- 小田原保健福祉事務所
- 温泉地学研究所
- 酒匂川下水道整備事務所

- 神奈川県産業技術総合研究所工芸技術センター
- 神奈川県広域水道企業団
- 神奈川県広域水道企業団曽我ポンプ場
- 酒匂川流域下水道扇町管理センター
- 酒匂川流域下水道酒匂管理センター
- 水産総合研究所相模湾試験場
- 農業総合研究所根府川試験場
- 西部漁港事務所

### 裁判所
- 横浜地方裁判所小田原支部
- 横浜家庭裁判所小田原支部
- 小田原簡易裁判所

### 土木
- 小田原土木事務所
- 国土交通省横浜国道工事小田原出張所
- 中日本高速道路株式会社東京支社小田原保全・サービスセンター

### 公庫
- 国民生活金融公庫小田原支店

## 産業

### 市内の主な企業
本社
| - 和光ケミカル - 小田原機器 - 小田急車両工業 - 日立情報通信マニュファクチャリング | - 小田急箱根 - さがみ信用金庫 - 小田原第一信用組合 - 小田原蒲鉾 - 鈴廣 - 籠清 | - 日本インジェクタ - 東華軒 - 万葉倶楽部 - ちん里う本店 - ういろう - ベスト商会 | - カナミヤ食品 - 日本ベストミート - 森永牛乳小田原販売 |

拠点
| - ライオン（小田原工場） - 第一三共プロファーマ（小田原工場） - 第一三共ケミカルファーマ（小田原工場） - HGSTジャパン（本社/小田原事業所）（←日立グローバルストレージテクノロジーズ（本社/小田原事業所）） - 日立ICTビジネスサービス（小田原オフィス） - 日立製作所（情報・通信システム社 ITプラットフォーム事業本部 小田原事業所（←日立製作所 RAIDシステム事業部）、日立システムプラザ小田原） - 日立システムズ（横浜支社 小田原SC） - 日立システムズ・テクノサービス（小田原オフィス） - 日立情報通信エンジニアリング（国府津事業所、鴨宮事業所） - 日立物流（首都圏第一営業本部 神奈川営業部 小田原営業所、小田原物流センター） - 日立ケーイーシステムズ（小田原事業所） - 日立エーアイシー（小田原工場） - 日立物流南関東（神奈川営業部 小田原事業所） - 日立ビルシステム（小田原営業所） - 日立プロキュアメントサービス（西部拠点本部 小田原オフィス） - 日立ドキュメントソリューションズ（小田原オフィスサポートセンタ） - 日立インフォメーションアカデミー（小田原研修センタ） - 日京クリエイト（小田原営業所） - ケイミュー（小田原工場） - クボタケミックス（小田原工場） - Meiji Seika ファルマ（小田原工場・バイオサイエンス研究所） - 国立印刷局（小田原工場・研究所） - 幸楽苑（小田原工場） - 日本たばこ産業（小田原工場）（2011年（平成23年）3月末に閉鎖予定） - ミクニ（小田原事業所） | - 富士フイルム（神奈川工場小田原サイト・記録メディア研究所） - カネボウ化粧品（小田原工場・テクニカルセンター） - YKK AP（神奈川工場） - ジーエス・ユアサコーポレーション（小田原工場） - 大日本印刷（小田原工場） - 日本曹達（小田原研究所） - 三菱化学（小田原工場） - 共同印刷（小田原工場） - ピーエス三菱（技術研究所） - 日本新薬（小田原総合製剤工場） - ダイドーリミテッド（開発管理センター） - アルフレッサ（神奈川物流センター） - アマゾンジャパン（アマゾン小田原FC フルフィルメントセンター） |

- 温暖な気候により、山地の斜面を利用したミカン栽培も盛んであったが、近年は減反政策がとられ、その代替産業として、橘地区に西湘テクノパークが造成された。

### 漁業
小田原漁港（早川港）を代表とする漁港では、オシツケやスミヤキ、ナガスミヤキなどの小田原独特の食文化を代表する魚をはじめ、さまざまな魚が水揚げされることにより水産加工品の製造も盛んである。ことにかまぼこは小田原の特産品として各地に販路を広げている。
小田原市漁業協同組合では、神奈川県水産技術センターが技術確立したキャベツウニの養殖に取り組んでいる。2020年は約1,000個を出荷した。
- 石橋漁港
- 米神漁港
- 江之浦漁港

### 農業
- かながわ西湘農業協同組合

### 商業
小田原駅周辺
| - ラスカ小田原 - 有隣堂 - 成城石井 - プラザ（旧ソニープラザ） - ハックドラッグ - 築地銀だこ - ミナカ小田原 - 温泉旅館「天成園 小田原駅 別館」 - 小田原地下街 HaRuNe小田原（旧：アミーおだちか） | - EPO - 西友小田原店 - リブロ - ドン・キホーテ（長崎屋運営） - 小田原お堀端 万葉の湯（温泉施設） |

鴨宮駅周辺
| - Dynacity - ダイナシティイースト - イトーヨーカドー小田原店 - ダイナシティウエスト（旧:西武百貨店小田原店、前：ロビンソン百貨店） - 無印良品 - 新星堂 - 近沢レース - カルバン・クライン - ヴィレッジヴァンガード - 資生堂 - ミキハウス - ダイナシティウォーク - TOHOシネマズ - サンマルク | - 小田原シティーモール（クレッセ・フレスポ） - ユニクロ - トイザらス - ニトリ - ノジマ - TSUTAYA | - コロナワールド - ヤマダデンキ |

かつてあった商業施設
地元に本店を置く百貨店、志澤が県内、藤沢、本厚木、平塚などに店を構えていたが、西武百貨店の傘下になり、その後、低迷を続け、現在では全面的に撤退をしている。小田原駅近くの志澤ビルのあった場所には万葉の湯（万葉倶楽部）が建てられている。なお、西武百貨店自体は、2013年3月1日に旧ロビンソン百貨店の業態転換により久々に小田原市に存在することになった。
また、小田原駅前には丸井と箱根登山デパート（1980年に箱根登山ベルジュに業態転換）が出店していたが、前者は2000年代前半に撤退し、後者は2013年（平成25年）3月31日に閉店した。

## 姉妹都市・友好都市
- 日光市（栃木県）
  - 1980年（昭和55年）12月19日今市市と姉妹都市提携、今市市の合併による日光市の発足に伴い2006年（平成18年）10月20日改めて提携。
  - 江戸時代後期の小田原出身の篤農家・二宮尊徳がその生涯を終えた場所であるという縁により、姉妹都市となった。
- 八王子市（東京都）・寄居町（埼玉県）
  - 2016年10月1日姉妹都市盟約
八王子市、寄居町、小田原市は戦国大名の北条氏一族が納めていた縁や、近年の圏央道の開通に伴い結び付きが強くなった事から姉妹都市締結となった。
- 岸和田市（大阪府）
  - 1968年（昭和43年）6月26日友好都市提携
- チュラビスタ市（アメリカ合衆国カリフォルニア州）
  - 1981年（昭和56年）11月8日姉妹都市提携
- マンリー市（オーストラリア）
  - 1991年（平成3年）友好都市提携

## 学校

### 小学校
- 小田原市立三の丸小学校
- 小田原市立新玉小学校
- 小田原市立足柄小学校
- 小田原市立芦子小学校
- 小田原市立大窪小学校
- 小田原市立早川小学校
- 小田原市立山王小学校
- 小田原市立町田小学校
- 小田原市立久野小学校
- 小田原市立富水小学校

- 小田原市立下府中小学校
- 小田原市立桜井小学校
- 小田原市立千代小学校
- 小田原市立下曽我小学校
- 小田原市立国府津小学校
- 小田原市立酒匂小学校
- 小田原市立片浦小学校
- 小田原市立曽我小学校
- 小田原市立東富水小学校
- 小田原市立矢作小学校

- 小田原市立報徳小学校
- 小田原市立豊川小学校
- 小田原市立富士見小学校
- 小田原市立前羽小学校
- 小田原市立下中小学校

### 中学校
公立
- 小田原市立城山中学校
- 小田原市立白鴎中学校
- 小田原市立白山中学校
- 小田原市立城南中学校

- 小田原市立鴨宮中学校
- 小田原市立千代中学校
- 小田原市立国府津中学校
- 小田原市立酒匂中学校

- 小田原市立泉中学校
- 小田原市立城北中学校
- 小田原市立橘中学校

私立
- 相洋中学校

### 高等学校
公立
- 神奈川県立小田原高等学校
- 神奈川県立小田原東高等学校
- 神奈川県立小田原城北工業高等学校
- 神奈川県立西湘高等学校

私立
- 相洋高等学校
- 旭丘高等学校

### 特別支援学校
- 神奈川県立小田原支援学校

### 短期大学
- 小田原短期大学

### 大学
- 関東学院大学（小田原キャンパス）
  - 国際研究研修センター
- 国際医療福祉大学（小田原キャンパス）
  - 小田原保健医療学部
    - 看護学科、理学療法学科、作業療法学科
- 小田原市では、「小田原市奨学生制度（高等学校奨学生）」という奨学金制度がある。

## 施設

### ホール・集会場
- 小田原市生涯学習センターけやき（市役所東隣り、旧・中央公民館）
- おだわら市民交流センターUMECO
- 小田原三の丸ホール
- 小田原市観光交流センター
- 川東タウンセンターマロニエ（中里）
- 梅の里センター（下曽我・曽我別所）
  - 梅の里センター分館・曽我みのり館（上曽我）
- 小田原市生涯学習センター国府津学習館

その他、各地区の公民館。

### 図書館
- 小田原市立中央図書館(かもめ図書館)（南鴨宮）
- 小田原駅東口図書館（ミナカ小田原6階）
- 小田原文学館（南町）
- 図書室
  - 橘タウンセンターこゆるぎ・図書コーナー（羽根尾）
  - 生涯学習センター国府津学習館・図書室
  - 川東タウンセンターマロニエ・図書室（中里）
  - 尊徳記念館・図書室（栢山）
  - 城北タウンセンターいずみ・図書コーナー（飯田岡）
  - 生涯学習センターけやき・図書室（荻窪）

### 博物館
- 小田原市郷土文化館
- 小田原市郷土文化館別館 松永記念館
- 尊徳記念館（栢山）
- 神奈川県立生命の星・地球博物館
- 小田原城歴史見聞館
- はこね・おだわら昆虫館

### 美術館
- 小田原城ミューゼ
- 公益財団法人小田原文化財団 江之浦測候所

### 医療施設
- 小田原市立病院
- 国立印刷局小田原病院
- 国立病院機構箱根病院
- 小田原市国民健康保険片浦診療所
- 山近記念総合病院
- 杏林堂クリニック(林病院)

- 小田原循環器病院
- 間中病院
- 小澤病院
- 西湘病院

- 小林病院
- 丹羽病院
- 曽我病院
- 国府津病院

休日診療所
- 小田原市立保健センター

### 郵便局
出典：
集配局 2局
- 小田原郵便局
- 小田原東郵便局

無集配局 23局
- 押切郵便局
- 小田原飯田岡郵便局
- 小田原板橋郵便局
- 小田原扇町郵便局
- 小田原鴨宮郵便局
- 小田原久野郵便局
- 小田原国府津郵便局
- 小田原寿町郵便局

- 小田原栄町郵便局
- 小田原城山郵便局
- 小田原富水郵便局
- 小田原成田郵便局
- 小田原浜町郵便局
- 小田原早川郵便局
- 小田原本町郵便局
- 小田原南町郵便局

- 鴨宮駅前郵便局
- 栢山駅前郵便局
- 酒匂郵便局
- 下曾我郵便局
- 下中郵便局
- 根府川郵便局
- 螢田駅前郵便局

簡易郵便局 1局
- 小田原卸商業団地簡易郵便局

## メディア

### 新聞
- 神奈川新聞県西総局・小田原市役所記者クラブ
- 読売新聞小田原市役所記者クラブ
- 朝日新聞小田原市役所記者クラブ
- 毎日新聞小田原市役所記者クラブ
- 産経新聞小田原市役所記者クラブ
- 東京新聞（中日新聞）小田原市役所記者クラブ
- 共同通信小田原市役所記者クラブ
- 神静民報
- 小田原箱根経済新聞

### テレビ
- 小田原ケーブルテレビ - 2000年6月21日創立、JCN小田原→J:COM小田原へと名前が変わっていた。アナログ放送時代のコミュニティチャンネルの名前はいちごチャンネルだった[20]。現在は、小田原競輪の生中継に特化している。
- NHK小田原市役所記者クラブ
- 日本テレビ小田原市役所記者クラブ
- TBS小田原市役所記者クラブ
- フジテレビ小田原市役所記者クラブ
- テレビ朝日小田原市役所記者クラブ

### ラジオ
- NHK横浜放送局小田原通信部
- アール・エフ・ラジオ日本小田原放送局
- FM小田原

## 交通
古くより、交通の要衝として栄え、現在でも小田原駅は数多くの路線が乗り入れるターミナル駅である。80 km離れた東京へは、新幹線・在来線・私鉄路線で結ばれている。なお、小田原市鴨宮は東海道新幹線の開業前に実験線（鴨宮モデル線区、現在は新幹線の路線の一部となっている）が建設された、新幹線発祥の地である。一方道路は近年整備が進んだものの、地理的に箱根や伊豆方面から、東京や横浜に向かう交通が市内で輻輳するため、行楽シーズンの休日は市内の各道路で大渋滞が発生することがある。なお、港町でありながら水上交通は盛んでない。

### 鉄道路線
東日本旅客鉄道（JR東日本）
 東海道線・■上野東京ライン・ 湘南新宿ライン
- - 国府津駅 - 鴨宮駅 - 小田原駅 - 早川駅 - 根府川駅 -

東海旅客鉄道（JR東海）
 東海道新幹線
- - 小田原駅 -

 御殿場線
- - 下曽我駅 - 国府津駅

小田急電鉄
 小田原線
- - 栢山駅 - 富水駅 - 螢田駅 - 足柄駅 - 小田原駅

小田急箱根
 鉄道線（箱根登山電車）
- 小田原駅 - 箱根板橋駅 - 風祭駅 - 入生田駅 -

伊豆箱根鉄道
 大雄山線
- 小田原駅 - 緑町駅 - 井細田駅 - 五百羅漢駅 - 穴部駅 - 飯田岡駅 -

1956年（昭和31年）までは、路面電車として箱根登山鉄道（現：小田急箱根）の小田原市内線も存在した。また1896年（明治29年） - 1922年（大正11年）には、人車鉄道・軽便鉄道の豆相人車鉄道→熱海鉄道も熱海へ向かう路線を小田原を起点にして保有していた。

### バス路線
- 箱根登山バス
- 伊豆箱根バス

以上2社は、小田原市内に、営業所を持つ。
- 富士急モビリティ
- 神奈川中央交通

神奈中の路線は秦野営業所の路線が国府津駅まで乗り入れる。

### 道路

#### 高速道路・有料道路
- 小田原厚木道路（小田原東IC - 荻窪IC - 小田原西IC）
- 国道1号西湘バイパス（橘IC - 国府津IC - 小田原IC - 早川IC - 早川JCT - 小田原西IC - 箱根口IC、石橋IC）
- 小田原箱根道路（山崎IC - 箱根口IC）
- 国道1号箱根新道（小田原西IC）
- 箱根ターンパイク（小田原西IC）

#### 一般国道
- 国道1号（東海道）
- 国道135号
- 国道138号
- 国道255号
- 国道271号

#### 主要地方道
- 神奈川県道72号松田国府津線
- 神奈川県道73号小田原停車場線
- 神奈川県道74号小田原山北線

#### 一般県道
- 神奈川県道709号中井羽根尾線
- 神奈川県道711号小田原松田線
- 神奈川県道714号栢山停車場曽我線
- 神奈川県道715号栢山停車場塚原線
- 神奈川県道716号成田下曽我停車場線
- 神奈川県道717号沼田国府津線（小田原環状道路）
- 神奈川県道718号鴨ノ宮停車場矢作線
- 神奈川県道719号鴨ノ宮停車場線
- 神奈川県道720号怒田開成小田原線
- 神奈川県道724号早川停車場線
- 神奈川県道740号小田原湯河原線

## 娯楽

### スポーツ
- 箱根駅伝
- 湘南ベルマーレ（日本プロサッカーリーグ加盟）
- 湘南ベルマーレフットサルクラブ（日本フットサルリーグ加盟）[21]

### スポーツ施設
- 小田原アリーナ
- 西湘スポーツセンター
- 酒匂川右岸河川敷
- 酒匂川左岸サイクリング場
- 上府中公園
  - 小田原球場

- マロニエホール（体育館）
- 小田原テニスガーデン
- 小田原市城山陸上競技場
- 小田原城山庭球場
- 小田原城内弓道場
- 御幸の浜プール

### 遊園地など
- 小田原競輪場
- 小田原こどもの森公園わんぱくらんど
- フォレストアドベンチャー・小田原

## 観光

### 史跡

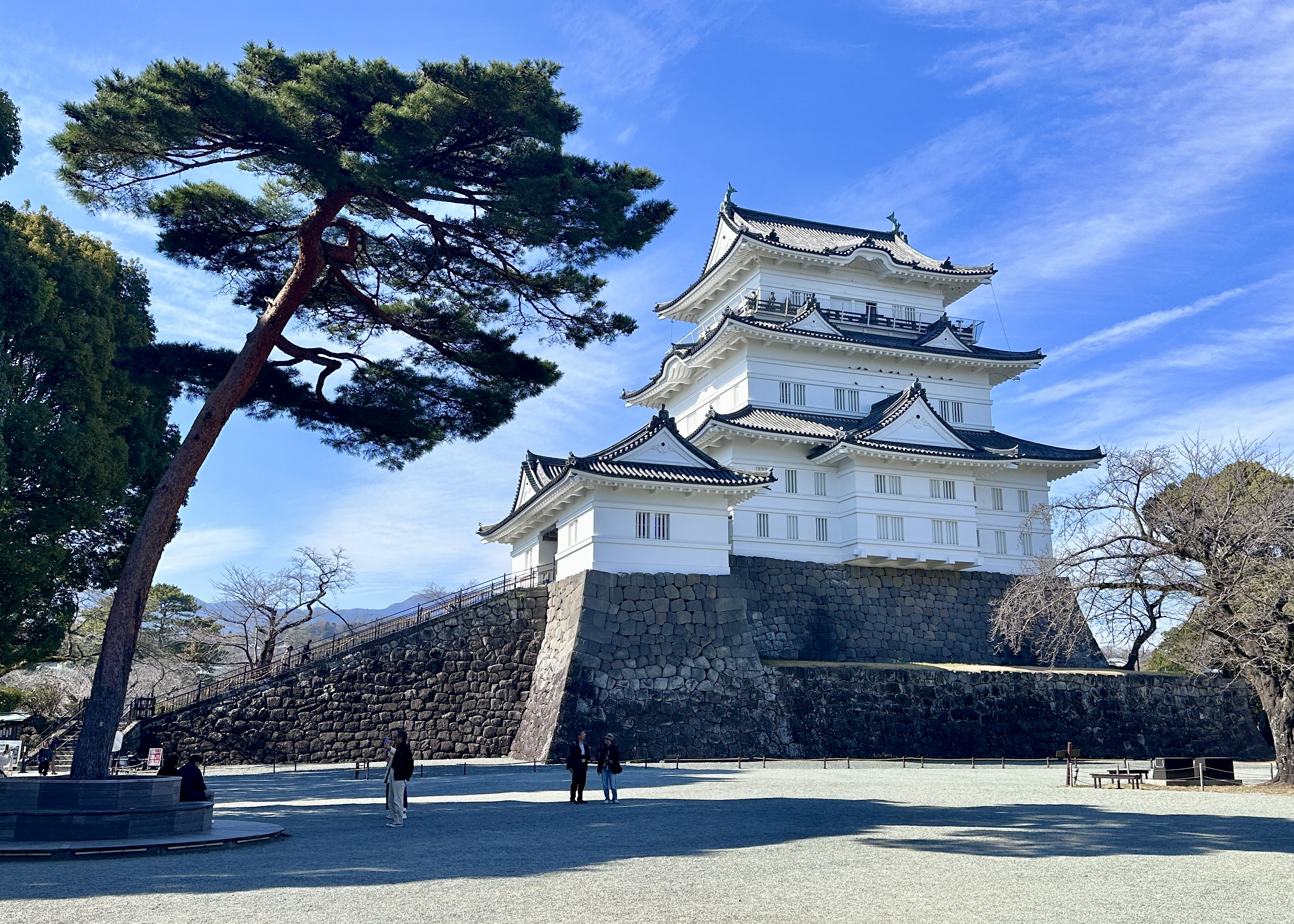
小田原城

- 小田原城小田原城（小田原城址公園）
- 報徳二宮神社
- 二宮尊徳生家
- 小田原宿
- 松原神社
- 国府津山寶金剛寺
- 蛙石
- 平成輔の墓所
- 石垣山（笠懸山・石垣山一夜城歴史公園、国史跡）
- 石橋山（石橋山古戦場跡）
- 古稀庵（山縣有朋別邸・庭園のみ現存）
- 老欅荘（松永耳庵邸）
- 葉雨庵（野崎幻庵茶室）
- 清閑亭（黒田長成侯爵別邸）
- 松本駅長殉難碑
- 相翁松の碑

### 施設
- 小田原フラワーガーデン
- いこいの森
- 鈴廣かまぼこ博物館
- 街かど博物館
  - 小田原駅前 梅干博物館（ちん里う本店）
  - 倭紙茶舗（江嶋）
  - のれんと味の博物館（だるま料理店）
  - 漆・うつわギャラリー（石川漆器/漆ISHIKAWA）
  - 漬物・佃煮・惣菜工房（田中屋本店）
  - 砂張ギャラリー鳴物館（柏木美術鋳物研究所）
- ミナカ小田原（小田原駅東口）
- 小田原漁港（早川漁港）周辺
  - 小田原さかなセンター
  - 漁港の駅 TOTOCO小田原
- ヒルトン小田原リゾート&スパ

### 自然
- 曽我梅林
- 根府川温泉
- 箱根ジオパーク

### 行事・催事・祭典
- 出初式（1月11日）
- 小田原梅まつり（2月初頭-3月初頭）
- 菓子まつり（2月下旬）
- 小田原桜まつり（3月下旬-4月上旬）
  - 小田原城址公園 ぼんぼり点灯
  - 本丸広場 桜ライトアップ
  - 報徳二宮神社 夜桜詣で
  - 小田原かまぼこ桜まつり（3月末）
- 北条五代祭り（5月3日） - 神事でなく観光行事。
- 松原神社・山王神社・居神神社・大稲荷神社例大祭（5月3日 - 5月5日）
- 小田原城あじさい花菖蒲まつり（6月上旬）
- 小田原ちょうちん夏まつり（7月最終土日）
- 酒匂川花火大会（8月最初の土曜） - 1990年以降、順延はあるが、中止は東日本大震災の2011年だけ。
- 一夜城まつり（10月下旬）
- 城下町おだわらツーデーマーチ（11月中旬）
- 小田原市農業まつり（11月中旬）

過去のイベント
- 御幸の浜花火大会 - かつては8月15日、2000年から数回11月に不定期開催、2008年以降開催なし。
- ときめき小田原夢まつり（1990年4月 - 1991年11月）
- 小田原さかなまつり - 10月下旬。

### 民俗芸能・伝統行事
- 相模人形芝居 - 1980年（昭和55年）1月28日に国の重要無形民俗文化財に指定された。
  - 主な団体：下中座
- 寺山神社の鹿島踊 - 1976年（昭和51年）10月19日に神奈川県の無形民俗文化財に指定された。
- 多古白山神社の小田原囃子 - 1976年（昭和51年）10月19日に神奈川県の無形民俗文化財に指定された。
- 曽我別所の寿獅子舞 - 1998年（平成10年）8月1日に小田原市の無形文化財に指定された。
- 山王原大漁木遣唄 - 2006年（平成18年）12月27日に小田原市の無形文化財に指定された。

### 名産品
- 小田原蒲鉾
  - 小田原おでん
- 干物
- 梅干し（十郎梅）
- 梅干し（杉田梅）
- 塩辛
- 外郎薬
- 湘南ゴールド

- 和菓子（外郎餅など）
- みかん
- 片浦レモン
- 水れもん
- 寄木細工
- 小田原漆器
- 足柄刺繍

- 梅ワイン
- 箱根地ビール
- はるみ (米)
- 日本酒
  - 曽我の誉
- 小田原鋳物
- 小田原ちょうちん
- 梅エキス
- 地ネギ

- 湘南ゴールドワイン
- レモンワイン
- 梅丸　ときめき小田原夢まつり　マスコットキャラクター
- 片浦イエロー
- 北條シソ
- オシツケ（アブラボウズ）
- スミヤキ

- ナガスミヤキ
- 梅シロップ
- アジ
- 江之浦生ワカメ
- SHONAN GOLD ENERGY
- キャベツウニ
- 小田原系坦々麺
- 小田原系ラーメン

### 小田原城と城址公園
- 1990年（平成2年）頃（バブル経済崩壊前後）までは小田原城には毎年多くの観光客が訪れていたがその後は減少し、一時期の年間来場者数は29万人を下回った。しかし、2009年（平成21年）頃からの歴史・城ブームや不景気による国内旅行の増加などもあり、2010年（平成22年）4月には15年ぶりに来場者数が40万人台まで復活した。
- 小田原城址公園には2005年（平成17年）ほどまで動物園（無料）があったが、城址は国の史跡に指定されており、歴史的な観点から不適当であると判断されたことに加え、動物園の環境調査で全国最下位の劣悪な環境と格付けされたこともあり、動物たちは順次、市内に新設された小田原こどもの森公園わんぱくらんど等に移された。2009年（平成21年）9月にゾウのウメ子が死んだのを最後に城址公園から動物たちはいなくなった（サルは一時的に引越しという形になっている）。

- かつてはクマやハクチョウ、ライオン、アザラシ、シカなど様々な動物がいた。

- 過去に、蓮池化の断念という苦い経験を持つ。

- 現在の旭丘高等学校の地に、元々蓮池があり、その蓮池再建計画の為に移転を要求した。しかし、移転の為の補助金を一切出さなかったことが仇となり、学校側は全校あげて同地の建て直しの署名活動を起こした。そのことから、当時の文部省（現在の文部科学省）の外局文化庁との3者協議を数回に亘り行った結果、同地の蓮池化計画を断念せざるを得なくなってしまった。

## 関連有名人

### 小田原出身者

#### 歴史上の人物
- 二宮尊徳、篤農家・幕臣
- 大友亀太郎、札幌開拓の祖

#### 政治家・軍人・官僚
- 河野一郎、衆議院議員
- 河野謙三、衆議院議員・参議院議長
- 河野洋平、衆議院議長
- 神山洋介、衆議院議員
- 井上義行、安倍晋三元内閣総理大臣政務担当秘書官参議院議員
- 佐々木奈保美、衆議院議員
- 谷畑英吾、滋賀県湖南市長

#### 財界人
- 川口勝 - バンダイナムコホールディングス社長
- 永松昌一 - 野村不動産ホールディングス会長
- 宮島和美 - ファンケル元社長、日本通信販売協会元会長
- 和田一夫、ヤオハン元社長
- 和田カツ - ヤオハン創業者
- 鎌田和彦 - オープンハウスグループ取締役副社長、インテリジェンス（現・パーソルキャリア）創業者兼元代表取締役社長
- 秋元美里 - 株式会社まるだい運輸倉庫 代表取締役社長

#### 文化人
- 北村透谷、作家
- 辻村伊助、園芸家・登山家・作家
- 牧雅雄、彫刻家
- 福田正夫、詩人
- 尾崎一雄、小説家・文化勲章受章者
- 牧野信一、作家
- 相田二郎、歴史学者、東京帝国大学史料編纂官
- 西海賢二、歴史学者、民俗学者、東京家政学院大学名誉教授
- 坂本鉄男、イタリア文学者、コラムニスト、ナポリ東洋大学元教授
- 井上康文、詩人
- 舟崎靖子、詩人
- 川崎長太郎、作家
- 北原武夫、作家
- 島田祐子、声楽家
- 富野由悠季、アニメーション監督
- 阿藤快、俳優
- 夢枕獏、作家
- 小宮孝泰、俳優・お笑い芸人
- 柳沢慎吾、俳優・タレント
- ひるちゃん、お笑い芸人
- 柳家三三、落語家
- 浅野ケン、作曲家
- 吉野きみか、女優
- 冬川智子、漫画家
- 深澤ゆうき、グラビアアイドル
- 藍坊主、ロックバンド
- ammoflight、ロックバンド
- 後藤羽矢子、漫画家
- 宇城はやひろ、漫画家
- 天野真知、NHK横浜放送局キャスター
- 粋成浩児、ロックバンド元ストリート・ダンサー
- 門松みゆき、歌謡曲歌手
- 山室直儀、アニメーター
- 星名美怜、私立恵比寿中学
- 寺川里奈、女優・モデル・タレント
- 鈴木健二 (情報工学者)、東京科学大学（旧：東京工業大学）特任教授、名古屋大学客員教授、神奈川県立西湘高等学校卒。
- 正木晃、宗教学者

#### スポーツ
- 田中大二郎、元プロ野球選手
- 田代富雄、元プロ野球選手
- 森笠繁、元プロ野球選手
- 加藤明、バレーボール監督
- 今宮純、モータースポーツジャーナリスト
- 福の守尚、大相撲・元十両
- 朝乃翔嚆矢、大相撲・元幕内
- 佐藤ルミナ、格闘家
- 松田直樹、プロボクサー
- 磯崎敬太、元プロサッカー選手
- 常盤悠、プロサッカー選手
- 稲井桃子、バスケットボール選手
- 松下祐樹、陸上競技選手
- 高木優奈、プロゴルファー[22]
- エチカ・ミヤビ、女子プロレスラー
- 佐藤心結、 プロゴルファー

### 小田原ゆかりの有名人

#### 皇族
- 閑院宮載仁親王、皇族・旧帝国陸軍元帥
- 閑院宮春仁王、皇族
- 寛子女王、皇族・閑院宮載仁親王第四王女、関東大震災で薨去

#### 政治家・軍人・官僚
- 伊藤博文、政治家・小田原に別邸滄浪閣があったが、後に大磯町へ移転。
- 山縣有朋、政治家・別邸古稀庵（旧大窪村）をかまえそこで死去した。現在は庭園のみ残る。蔵書は小田原市立図書館に寄贈されている。
- 大隈重信、政治家・小田原（旧国府津村）に別荘があった。
- 森有礼、政治家・南町に別邸があり、現在も敷地が残る。
- 野村靖、政治家・本町に別邸「黄夢庵」があった。
- 田中光顕、政治家・南町に別邸があり、現在も小田原文学館として公開。
- 清浦奎吾、政治家・板橋に別邸があったが山縣有朋別邸・古稀庵に編入され、現在も残されている。
- 黒田長成、政治家・南町に別邸があり、現在も小田原邸園交流館・清閑亭として公開。
- 榎本武憲、政治家・南町に別荘があり、現在も建物が残る。
- 大鳥圭介、幕臣、官僚・小田原（旧国府津村）に別荘があったが、小田原大海嘯により崩壊。
- 竹添進一郎、政治家、南町に別邸があった。
- 鍋島幹、政治家・南町に別邸があった。
- 安広伴一郎、政治家・満鉄総裁、南町に別邸があり現在も建物が残る。
- 室田義文、政治家・城山に別邸があり女婿の福田篤泰に譲られた。
- 松本剛吉、政治家・南町に別邸があり現在も建物が残る。
- 森恪、政治家・内閣書記官長、政友会代議士、南町に義父瓜生外吉から譲られた別邸があった。
- 黒木為楨、軍人・陸軍大将・城山に別邸があった。
- 瓜生外吉、軍人・海軍大将、南町に別荘があり現在も「瓜生坂」の名が残る。
- 大島義昌、軍人・陸軍大将・城山に別荘がありそこで死去した。現在も建物が残る。
- 秋山真之、軍人・海軍中将、山下亀三郎の別荘で死去。
- 東條英教、軍人・陸軍中将、東條英機の父。南町で病気療養中に死去。
- 山崎元幹、政治家・満鉄総裁、板橋に別邸があり戦後隠棲した。蔵書は小田原市立図書館に寄贈されている。
- 十河信二、国鉄総裁・『新幹線の父』
- 福田篤泰、政治家・防衛庁長官、自由民主党衆議院議員、城山に別邸があった。

#### 財界人
- 益田孝 実業家・三井物産創業者、三井財閥の重鎮・板橋に別邸「掃雲台」をかまえ近代小田原三茶人の一人と称される。
- 山下亀三郎、実業家・南町に別邸があり、現在も中門や礎石、庭石などが残る。
- 野崎廣太、実業家・日本経済新聞・三越社長などを歴任。南町と城山に別邸をかまえ近代小田原三茶人の一人と称される。
- 大倉喜八郎、実業家・男爵・板橋に別邸をかまえていた。現在、割烹旅館「山月」として公開されている。
- 横河民輔、実業家・建築家、南町に別邸があり現在も敷地はほぼそのまま残る。
- 結城豊太郎、実業家・政治家・板橋に別邸があった。
- 森田茂雄、実業家・南町に別邸があった。
- 御手洗毅、実業家・南町に別邸があり現在も小田原文学館敷地内の北原白秋童謡館として公開。
- 大島秀一、実業家・板橋の旧・大倉喜八郎別邸を譲り受け別荘にしていた。現在は割烹旅館「山月」として公開。
- 松永安左エ門、実業家・『電力の鬼』・小田原板橋の老欅荘（現・松永記念館敷地内）に住んでいた。近代小田原三茶人の一人
- 石田礼助、実業家・国鉄総裁
- 瀧本泰行、実業家・エアーリンク（現・DeNAトラベル）創業者

#### 文化人
- 村井弦斎、作家・南町に邸宅があり『食道楽』などを執筆した。
- 村井多嘉子、料理研究家・村井弦斎の妻。南町に邸宅があり、『食道楽』の料理レシピなどを考案した。
- 永井荷風、作家・南町にあった足柄病院で療養経験がある。
- 北原白秋、俳人・城山の邸宅に8年間住み、数多くの詩作を世に送り出した。
- 谷崎潤一郎、作家
- 三好達治、作家・南町に居をかまえ『艸千里』などを執筆した。
- 坂口安吾、作家・南町に居をかまえ『真珠』、『二流の人』などの題材とした。
- 久能靖、ジャーナリスト、ニュースキャスター・小田原城下町大使
- 山田太一、脚本家・小田原高校卒
- 井上三綱、画家・27歳のときに酒匂町（現・小田原市）の学校に赴任。入生田の長興山にアトリエを構えた。
- いまのまい、歌手・タレント・神奈川県立西湘高等学校卒
- 小池一夫、漫画原作者・小説家・脚本家・作詞家・作家、2010年より工房を構えている。
- 天野ひろゆき、お笑い芸人・大学時代に在住。
- 真子正史、農学博士・湘南ゴールドや片浦イエローの育成者。
- 守屋佑一、クリエイター、農家、記者、作詞家、コラムニスト
- 藤谷美和子、俳優・歌手

#### スポーツ
- 谷津田陽一、福島県出身の競輪選手。小田原競輪場を本拠地とし、当市に在住していた。
- 小門洋一、埼玉県出身の競輪選手。小田原競輪場を本拠地としていたことがある。
- 高木隆弘、東京都出身の競輪選手。小田原競輪場を本拠地としていたことがある。

## ナンバープレート
小田原市は、湘南ナンバー（神奈川運輸支局）を割り当てられている。
湘南ナンバー割り当て地域
- 平塚市・藤沢市・茅ヶ崎市・小田原市・秦野市・伊勢原市・南足柄市・高座郡（寒川町）・中郡（大磯町、二宮町）・足柄上郡（大井町、開成町、中井町、松田町、山北町）・足柄下郡（箱根町、真鶴町、湯河原町）

## 小田原を舞台とする作品
小田原市はテレビ・劇場用映画やテレビCMなどの撮影ロケーションの誘致活動を行っている。フィルム・コミッションと呼ばれるこの活動の一環として、市民の希望者をエキストラに登録し、随時出演を要請している。SeishoCinemaFes、小田原映画祭が開催され、ショートフィルムコンテストが行われる。フィルム・コミッション事業（西さがみ連邦共和国フィルム・コミッション）の実績は年々増加していたが、2020年現在、西さがみ連邦共和国フィルム・コミッションは解散している。
ただしSeishoCinemaFesを主催するSeishoCinemaClubが自主映画のロケ協力をおこなっているため、自主映画の撮影などは行われている。
また、農業・漁業・工業・商業といった産業が多岐にわたっているため、社会科の教育番組の舞台となったり教科書で取り上げられたりすることが多い。

### 小田原を舞台とする映像作品
- 『天国と地獄』（監督・黒澤明、1963年）
- 『サンキュー先生』（監督・山際永三　主演・西田敏行　制作・国際放映　放映・テレビ朝日系列 1980年9月8日 - 1981年3月23日）- 小田原市立早川小学校が舞台。
- 『ゴジラvsビオランテ』（監督・大森一樹、1989年）※セリフのみ
- 『このまちだいすき』第二シリーズ（サガセル編） （日本放送協会〔NHK〕、主演・大塚寛、1994年4月 - 1995年3月） - 小学校社会科第3学年用の学校放送番組
- 『さわやか3組』 （日本放送協会〔NHK〕、1993年4月 - 1994年3月、1997年4月 - 1998年3月） - 小学校道徳科第3・第4学年用の学校放送番組
- 『まちへとびだそう』（日本放送協会〔NHK〕、1999年4月 - 2001年3月）
- 『ゴジラ・モスラ・キングギドラ 大怪獣総攻撃』（監督・金子修介、2001年）
- 『クニミツの政』（週刊少年マガジン連載）（フジテレビジョン系列、2002年）
- 『恋するトップレディ』（フジテレビジョン系列、2002年）
- 『弱くても勝てます〜青志先生とへっぽこ高校球児の野望〜』（日本テレビ系列、2014年）
- 『二宮金次郎』（監督・五十嵐匠、2019年）

### ロケ地
- テレビ朝日土曜ワイド劇場『火災調査官・紅蓮次郎』（フィルムコミッション協力で、小田原市消防本部を使用）
- 『世界の中心で、愛をさけぶ』（監督・行定勲）（小田原市立白山中学校の体育館を使用）
- NHK大河ドラマ『新選組!』（桜田門外の変のシーンで、小田原城銅門を使用）
- NHKドラマ『ちゅらさん3』（かっこおばあが恵文のタクシーを呼び出す場面でヒルトン小田原の車留めが使われた）
- 日本テレビ水曜ドラマ『ハケンの品格』（2、3話でダイナシティ内のロビンソン百貨店が使用された）
- フジテレビ『めざましテレビ トロと旅する』（2007年3月12日 - 16日）
- フジテレビドラマ『再会』（2012年12月）（スーパー店内、スーパー駐車場を小田原百貨店栢山店でロケ）
- 『愛と誠』（監督・三池崇史）（小田原地下街でロケ）
- フジテレビ『カエルの王女さま』（2012年）
- 日本テレビ『弱くても勝てます〜青志先生とへっぽこ高校球児の野望〜』（2014年）（小田原高校をはじめ、全面的に小田原市内での撮影が行われた）
- 『いつかの、玄関たちと、』（監督・勝又悠）
- NHKドラマ『透明なゆりかご』（2018年）（舞台となる産婦人科のロケで、前羽福祉館を使用）
- 日本テレビ系水曜ドラマ『高嶺の花』（2018年）（小田原フラワーガーデンが使用された）
- TBS系火曜ドラマ『義母と娘のブルース』（2018年）（亜希子とみゆきが初めて出会う公園が上府中公園でロケ）
- 日本テレビ系日曜ドラマ『3年A組 -今から皆さんは、人質です-』（2019年）（ダイナシティが撮影に使用された）
- テレビ朝日系『仮面ライダージオウ』（2019年）（EP9で小田原城が使用された）
- 『人間失格 太宰治と3人の女たち』（監督・蜷川実花）
- Netflixオリジナルシリーズ『忍びの家 House of Ninjas』（2024年）（小田原が舞台となっている）

### ご当地ソング
- 「お猿のかごや」童謡 - 小田原提灯が出て来る
- 「小田原城下町音頭」小田原の風情を歌う音頭  歌 夢路　作詞 板の上カマ太郎　作曲 宮路オサム
- 「うゐろう売り」BANANA★YU
- 「雪国」東京事変

### マンガ・アニメ
- フロイト1/2 （1989年、川原泉）
- 新世紀エヴァンゲリオン（1995年 - 1996年、テレビ東京系列、後に劇場版化されている。）
- 『I'll（アイル）』（1996年 - 2004年、浅田弘幸）
- ばけざる（2008年 - 2009年、西河原義秋）
- ハクバノ王子サマ(2005年 - 2008年、朔ユキ蔵)
- カイチュー(2009年 - 、作中では小田川市、[林佑樹])
- M3〜ソノ黒キ鋼〜（2014年、作中では川田原市）
- MFゴースト（2017年 - 、作中では小田原市、箱根ターンパイク、しげの秀一）

### ゲーム
- 世界征服彼女 - 作中では小河原市。Navel制作。

### 小説
- 図書館戦争
- 騎士団長殺し
- まほろ駅前多田便利軒

## 画像

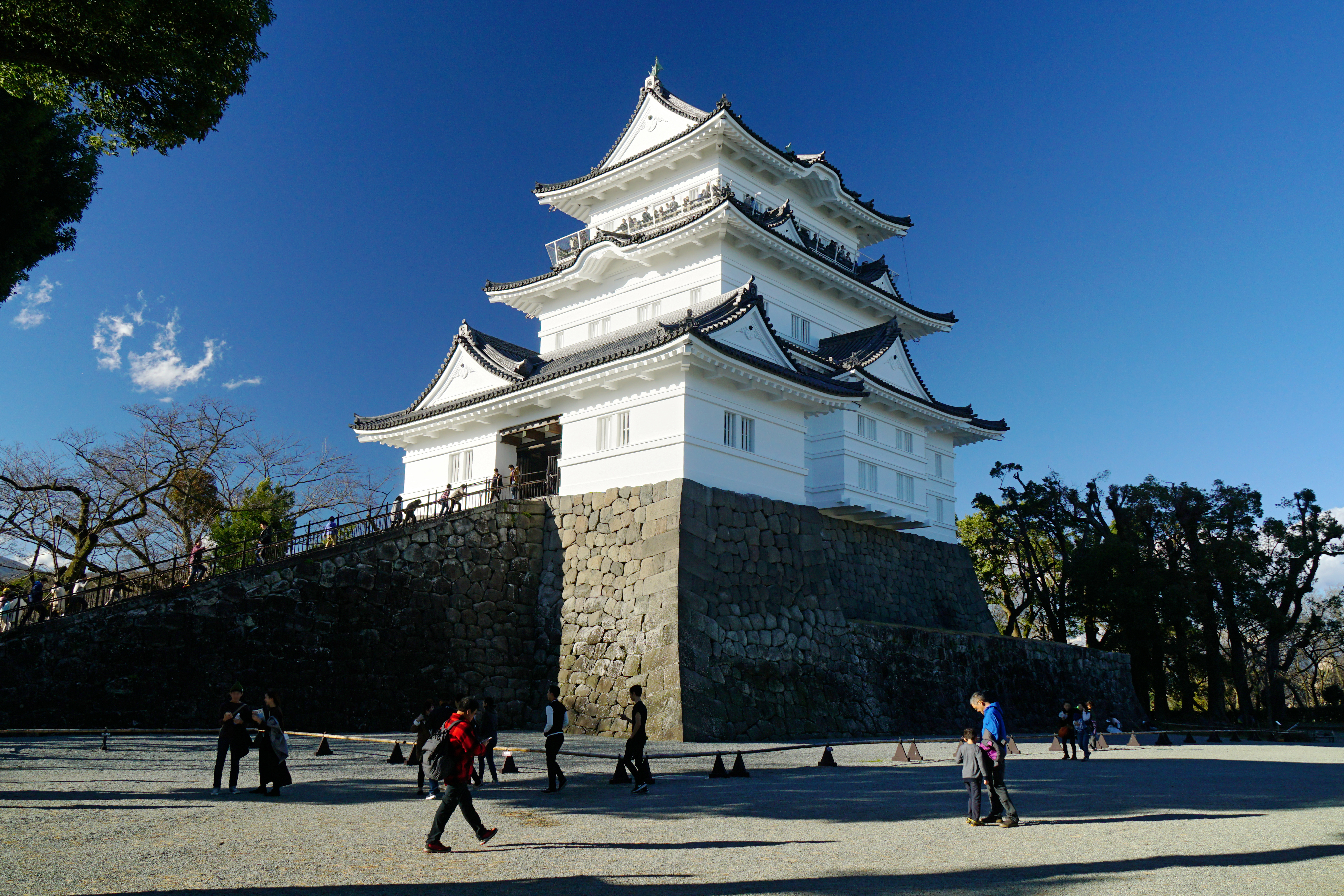
小田原城
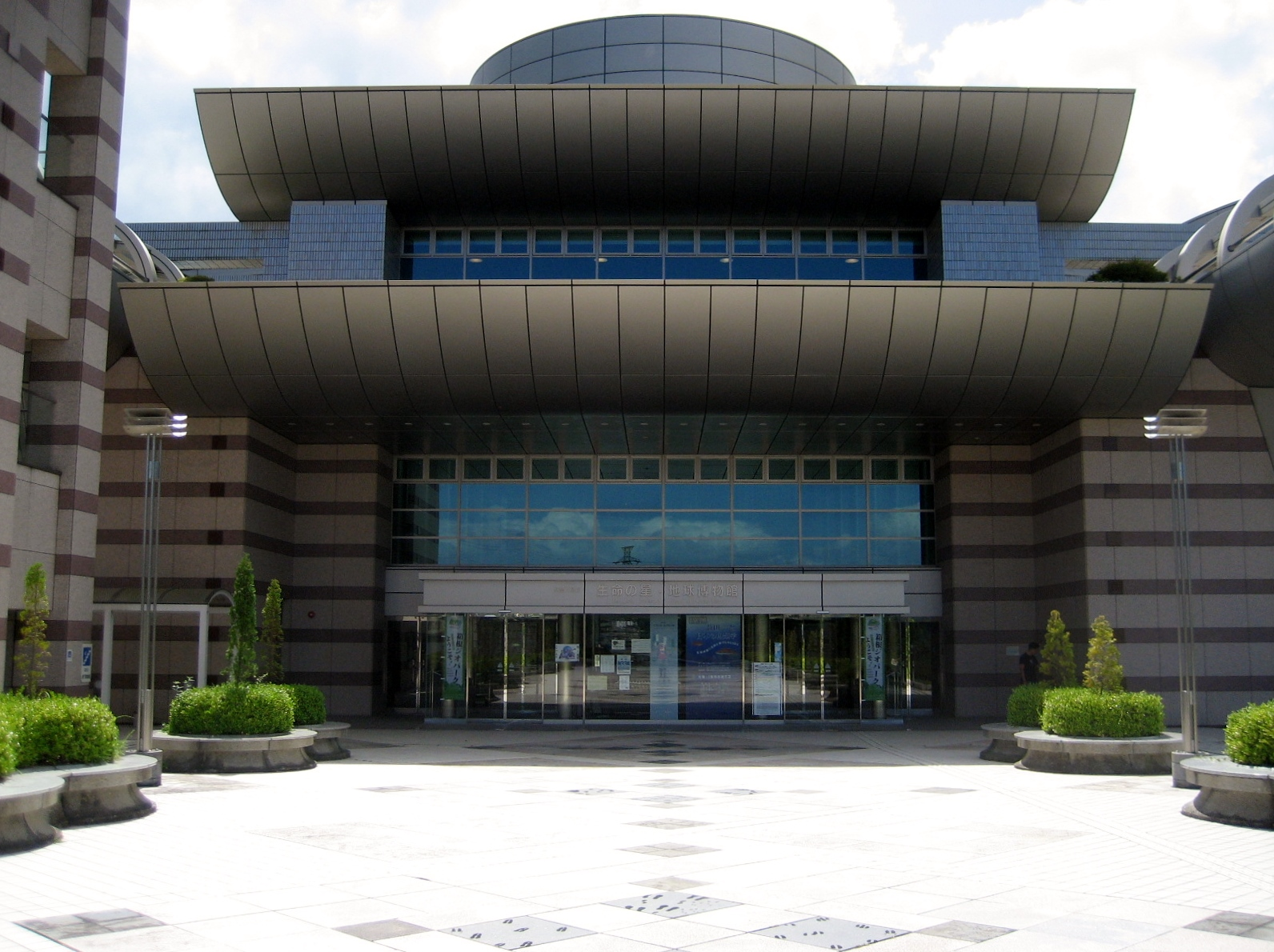
生命の星地球博物館
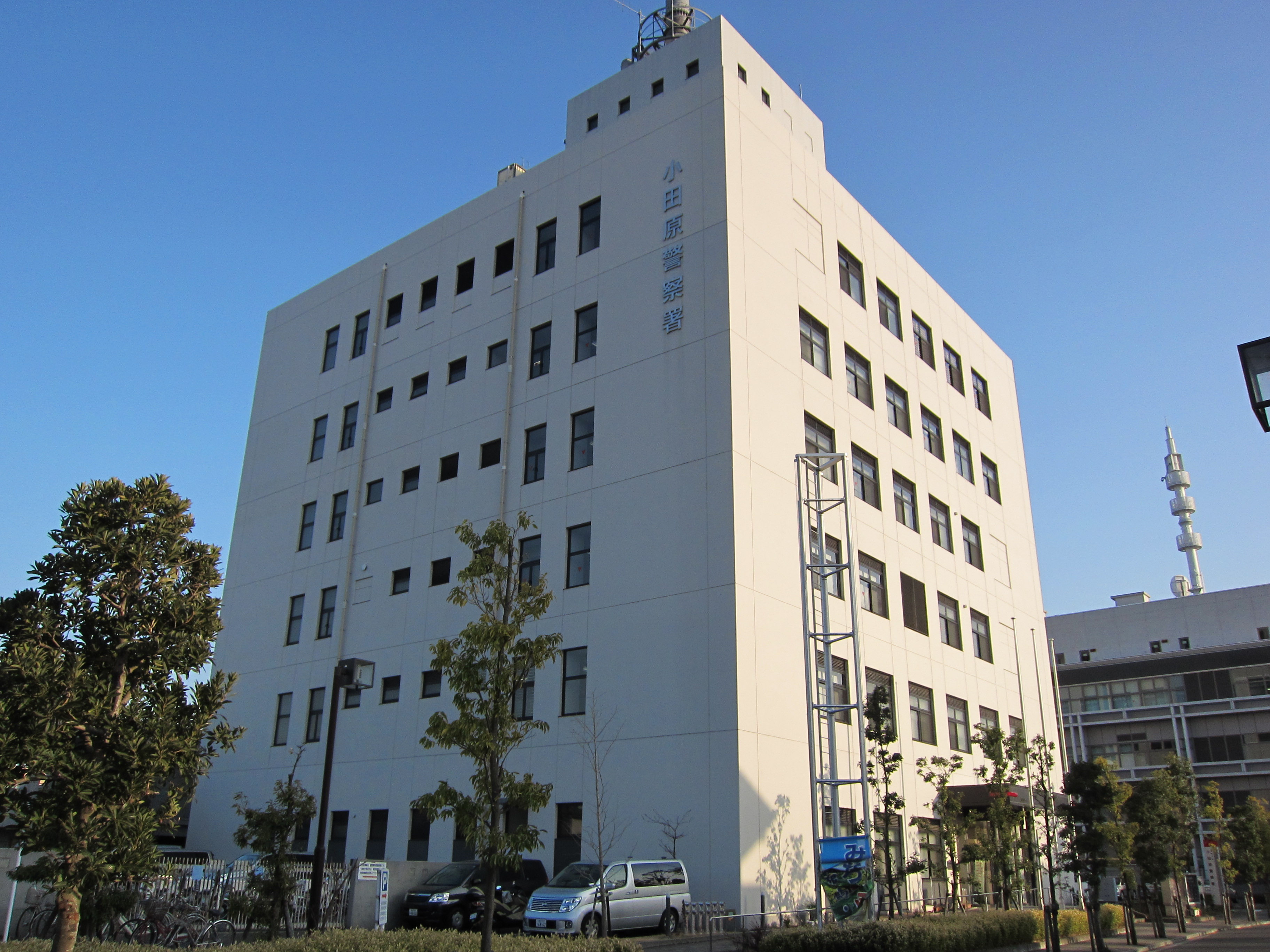
小田原警察署
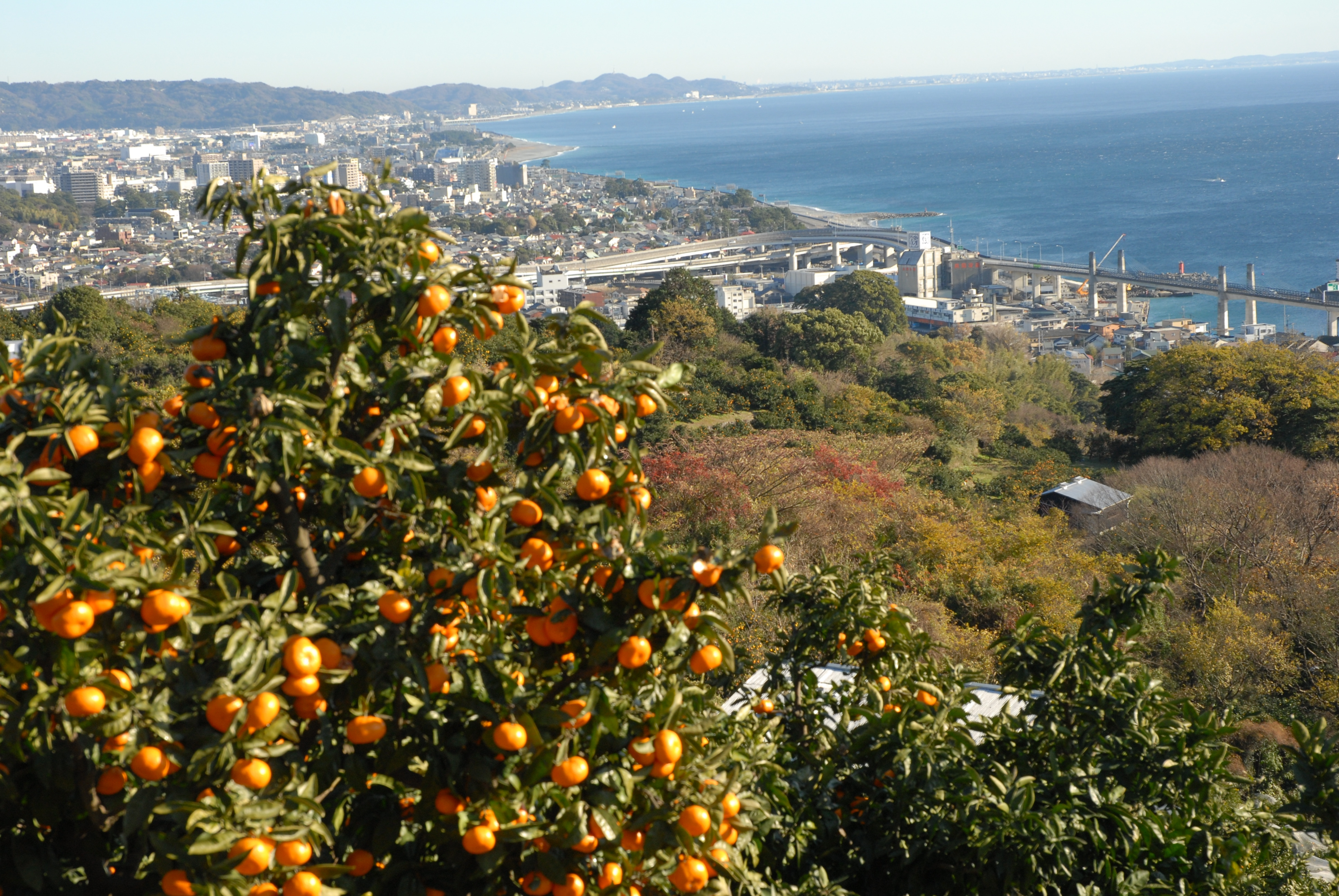
小田原のみかんと海
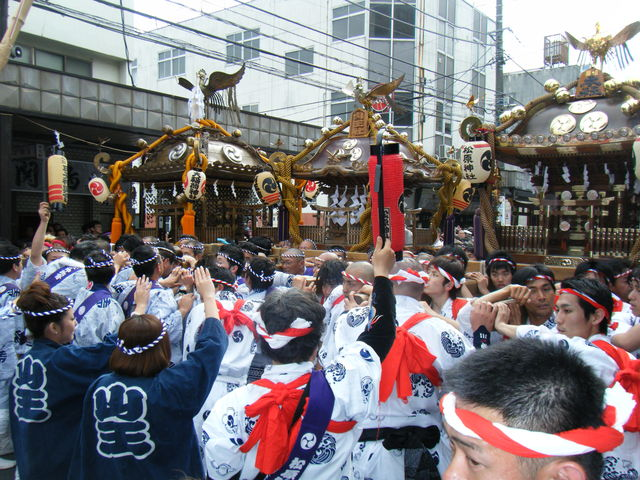
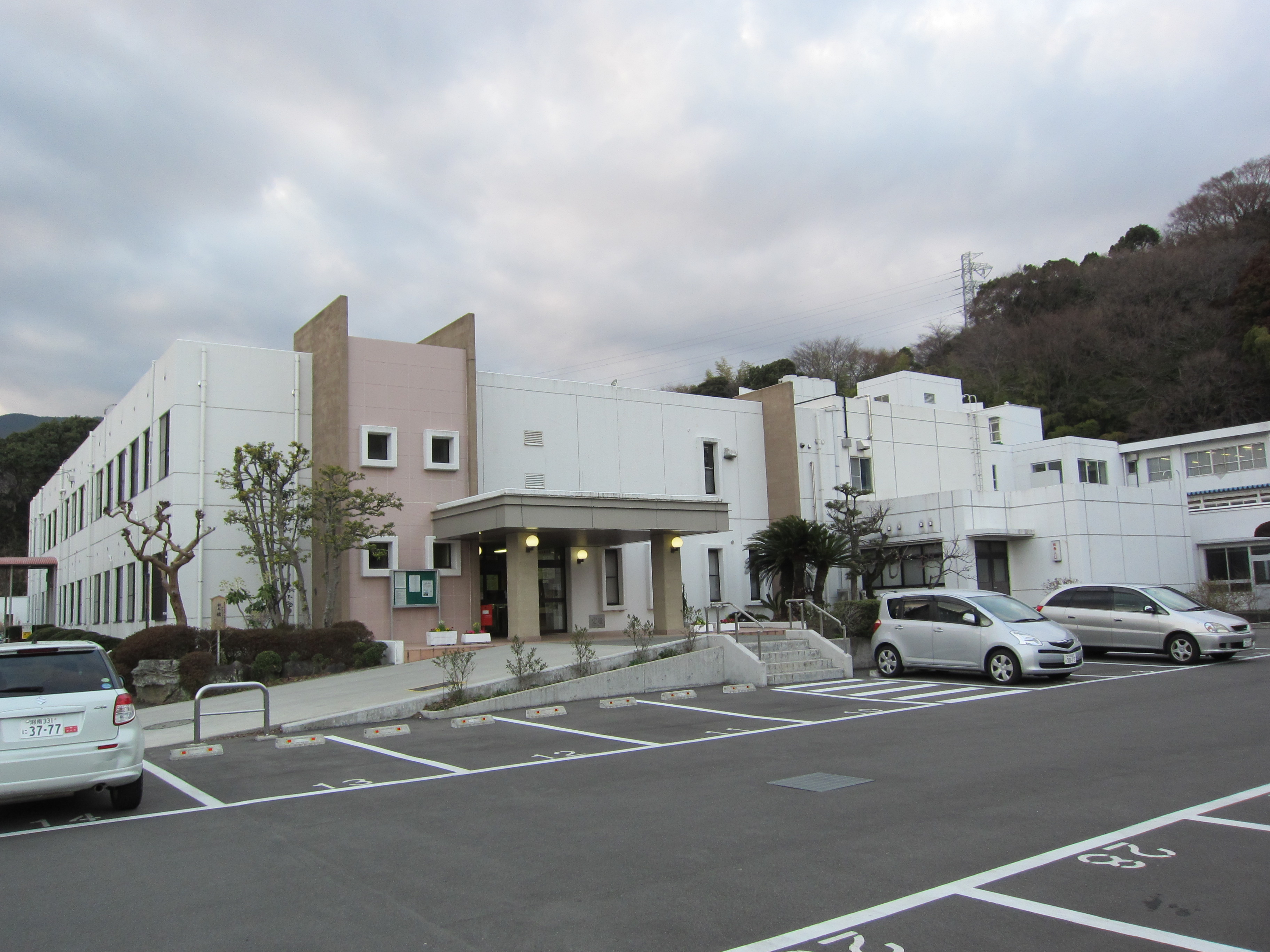
国立箱根病院
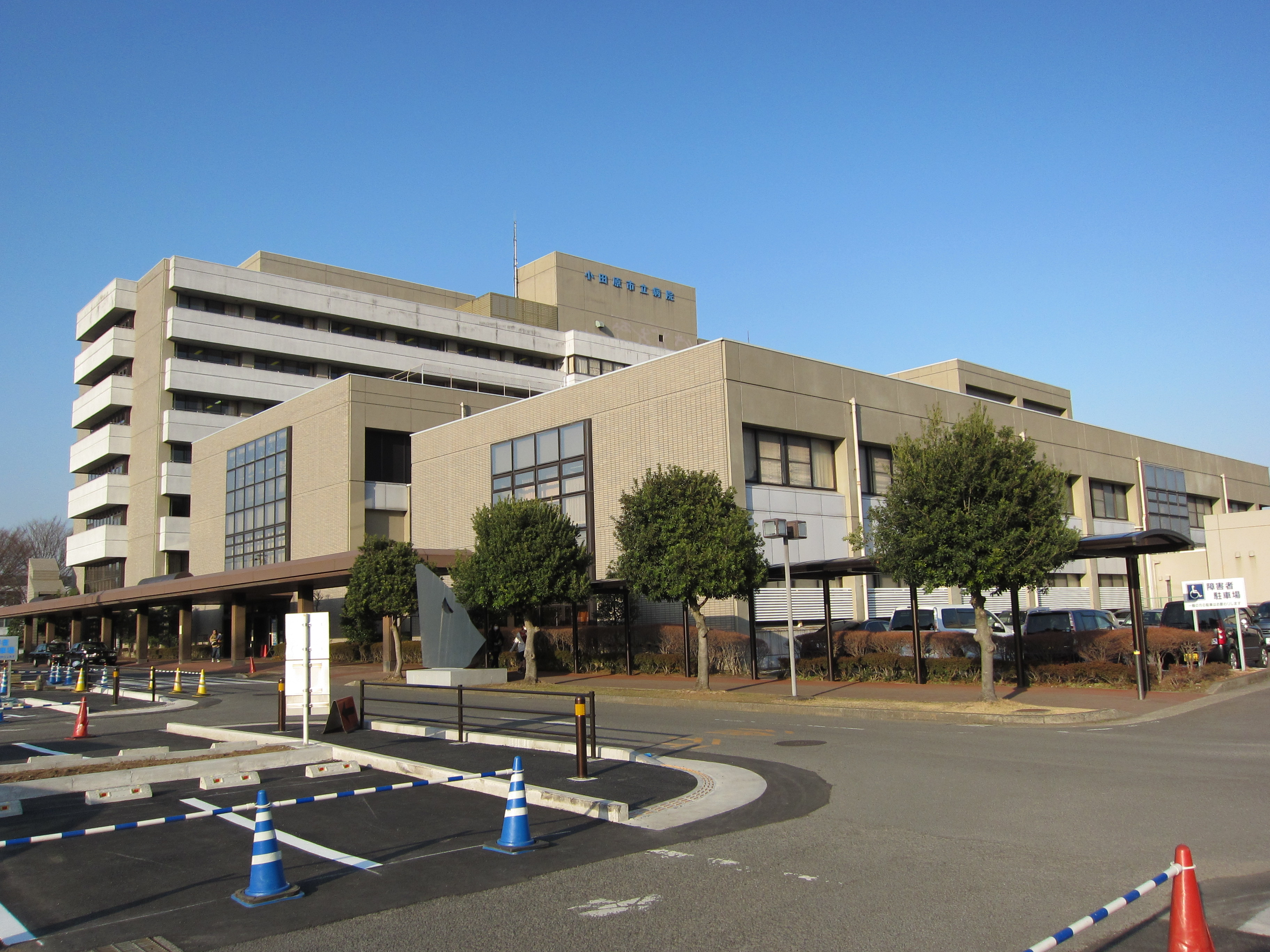
小田原市立病院
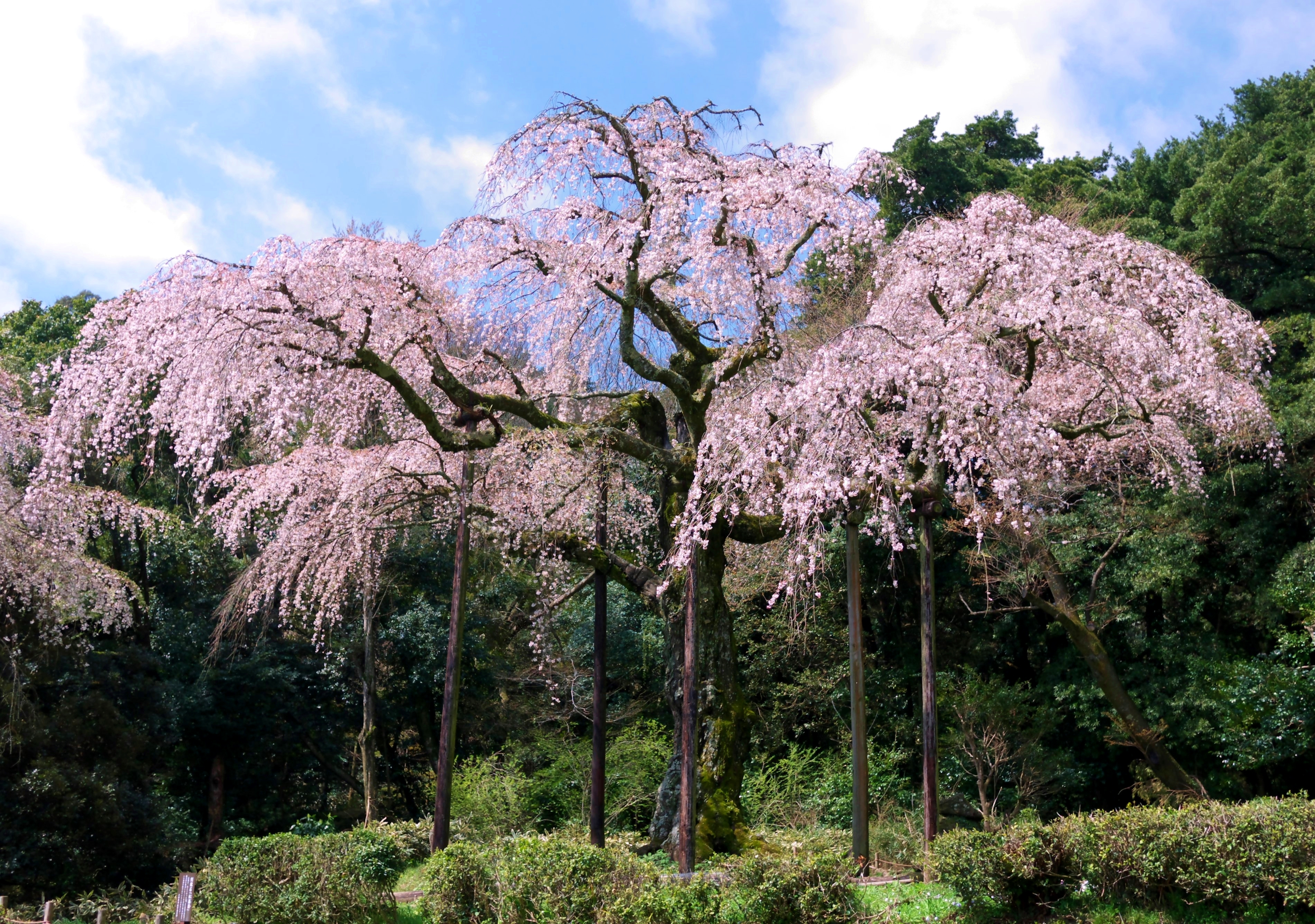
長興山紹太寺のしだれ桜
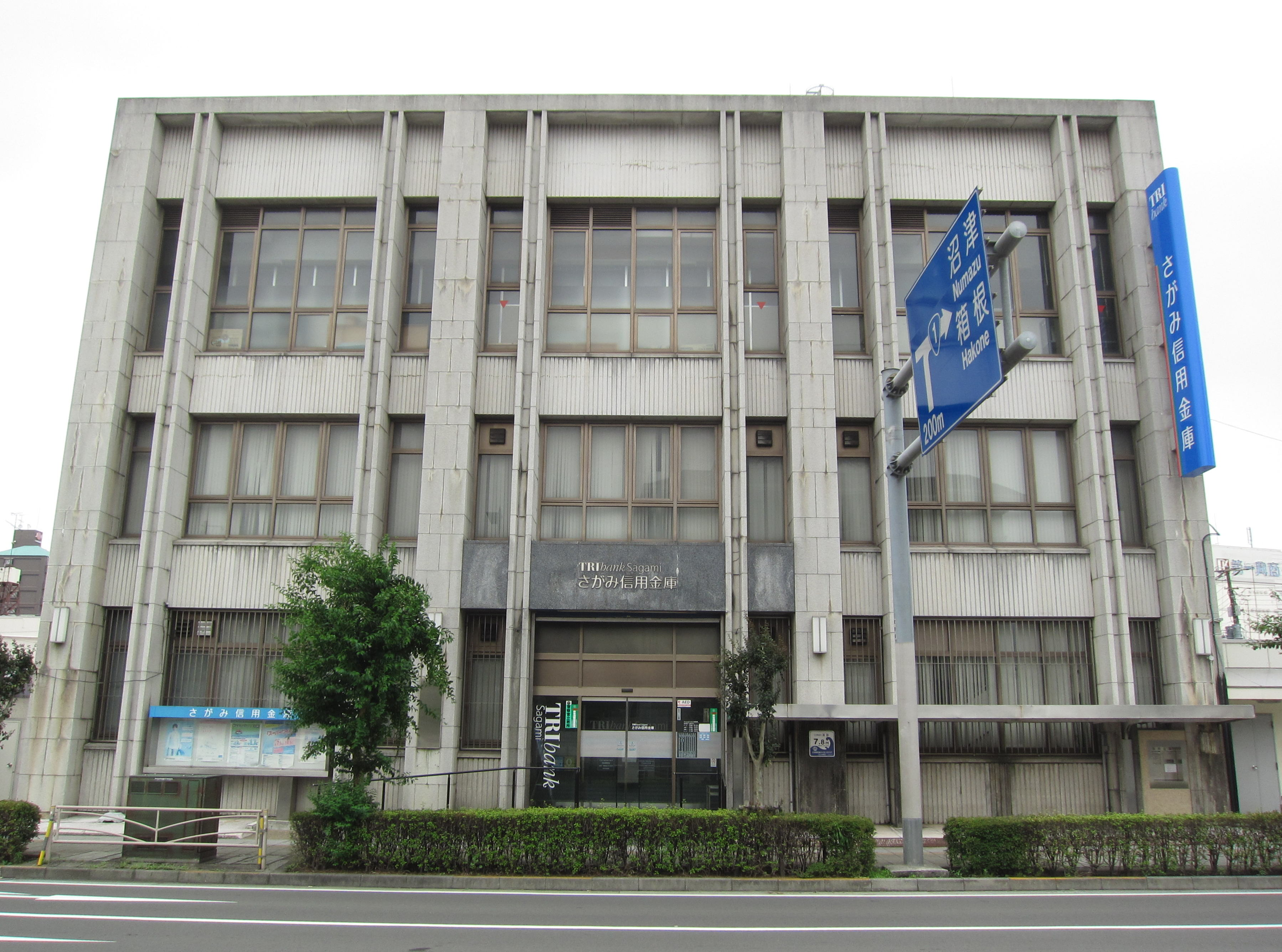
相模信金
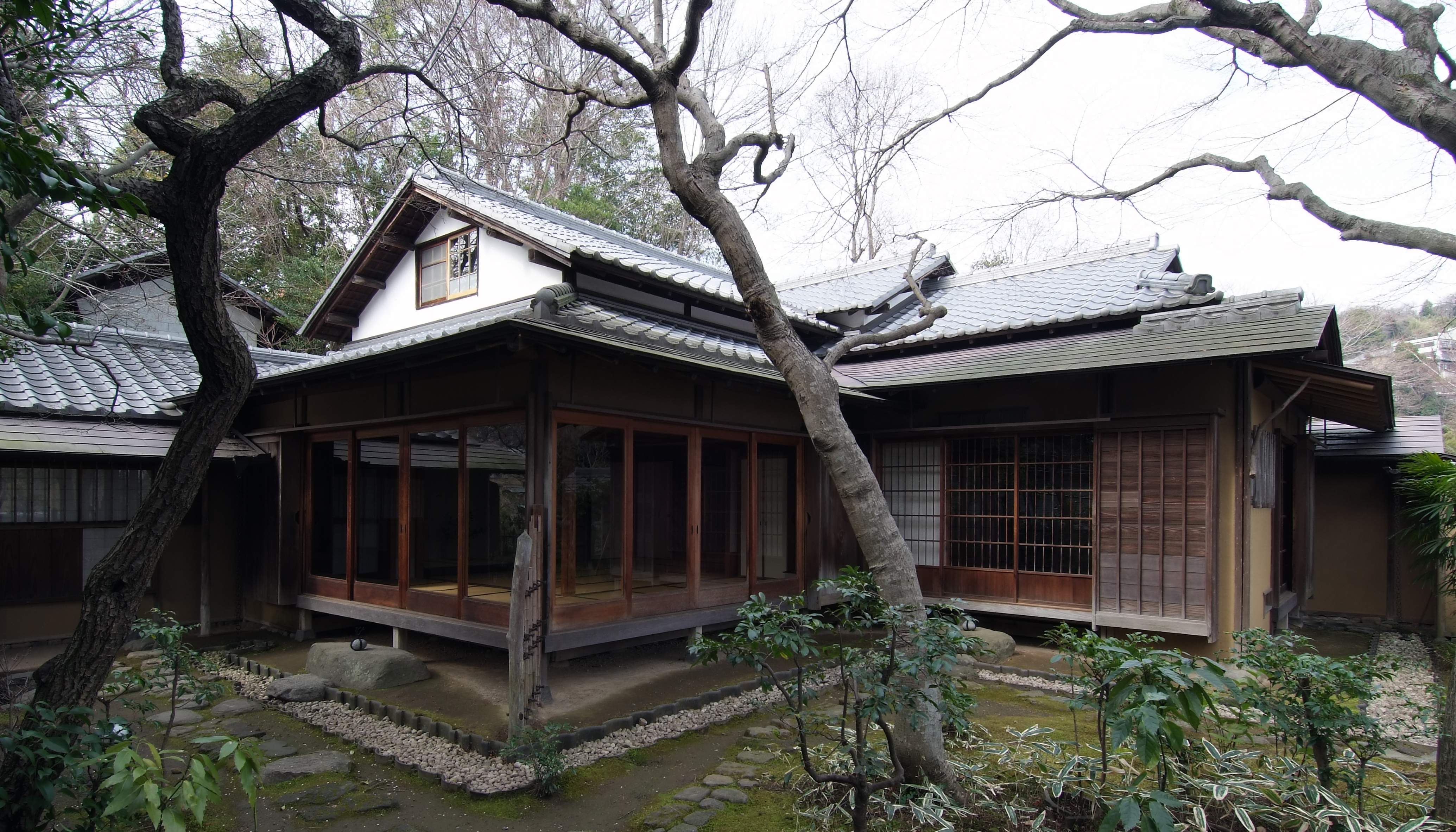
老欅荘, 1946
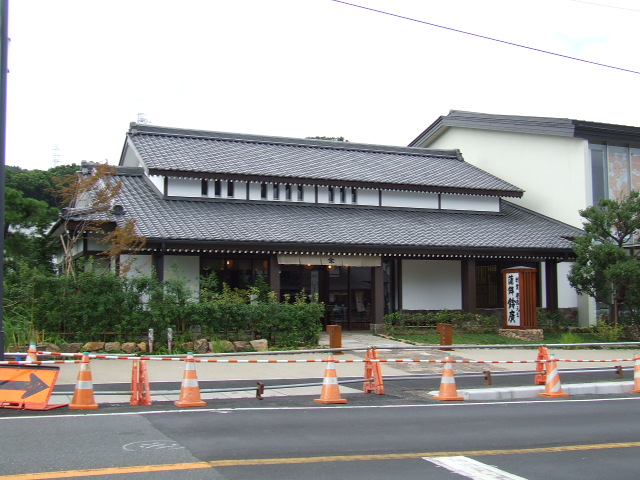
鈴廣
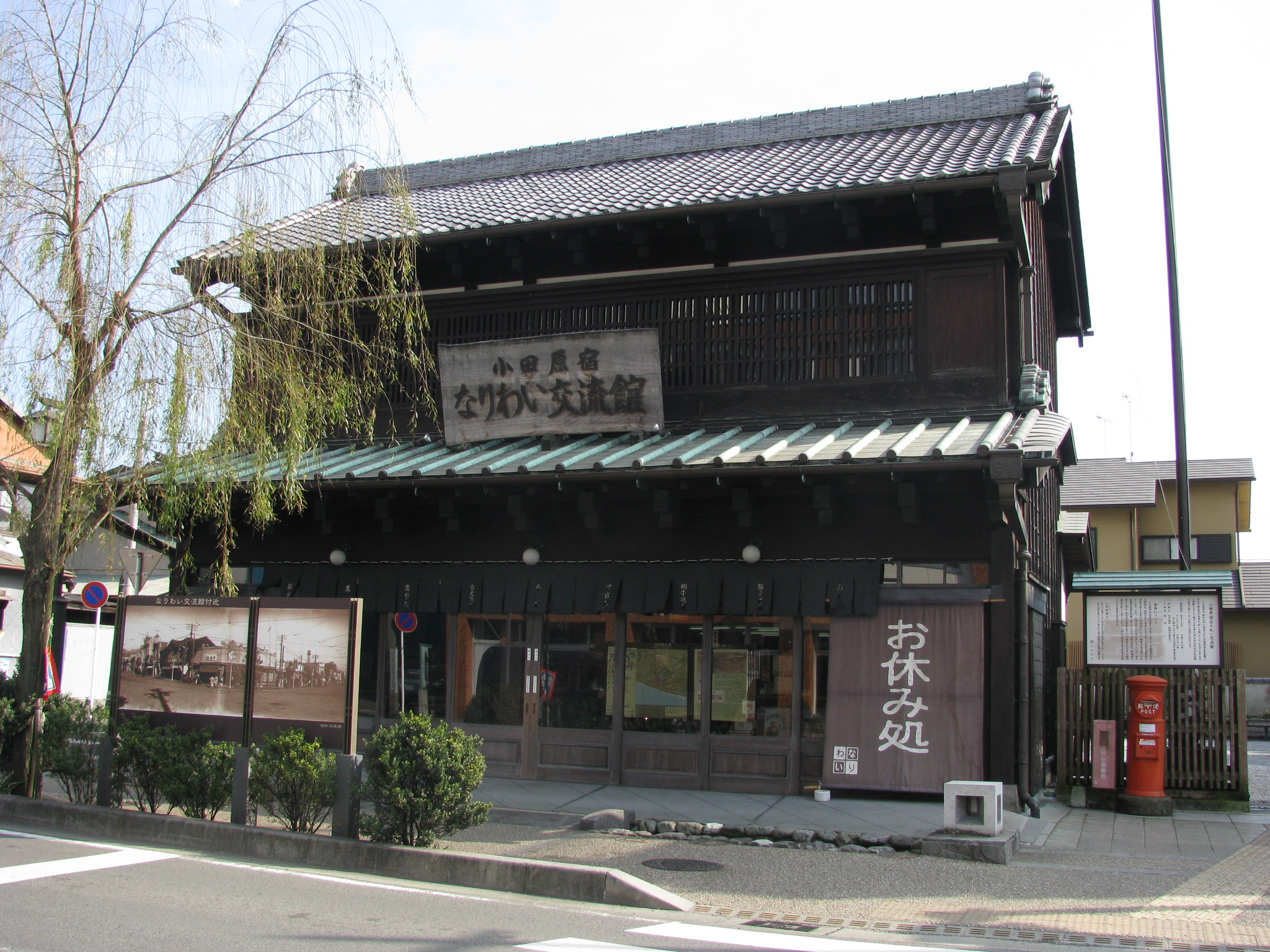
小田原宿
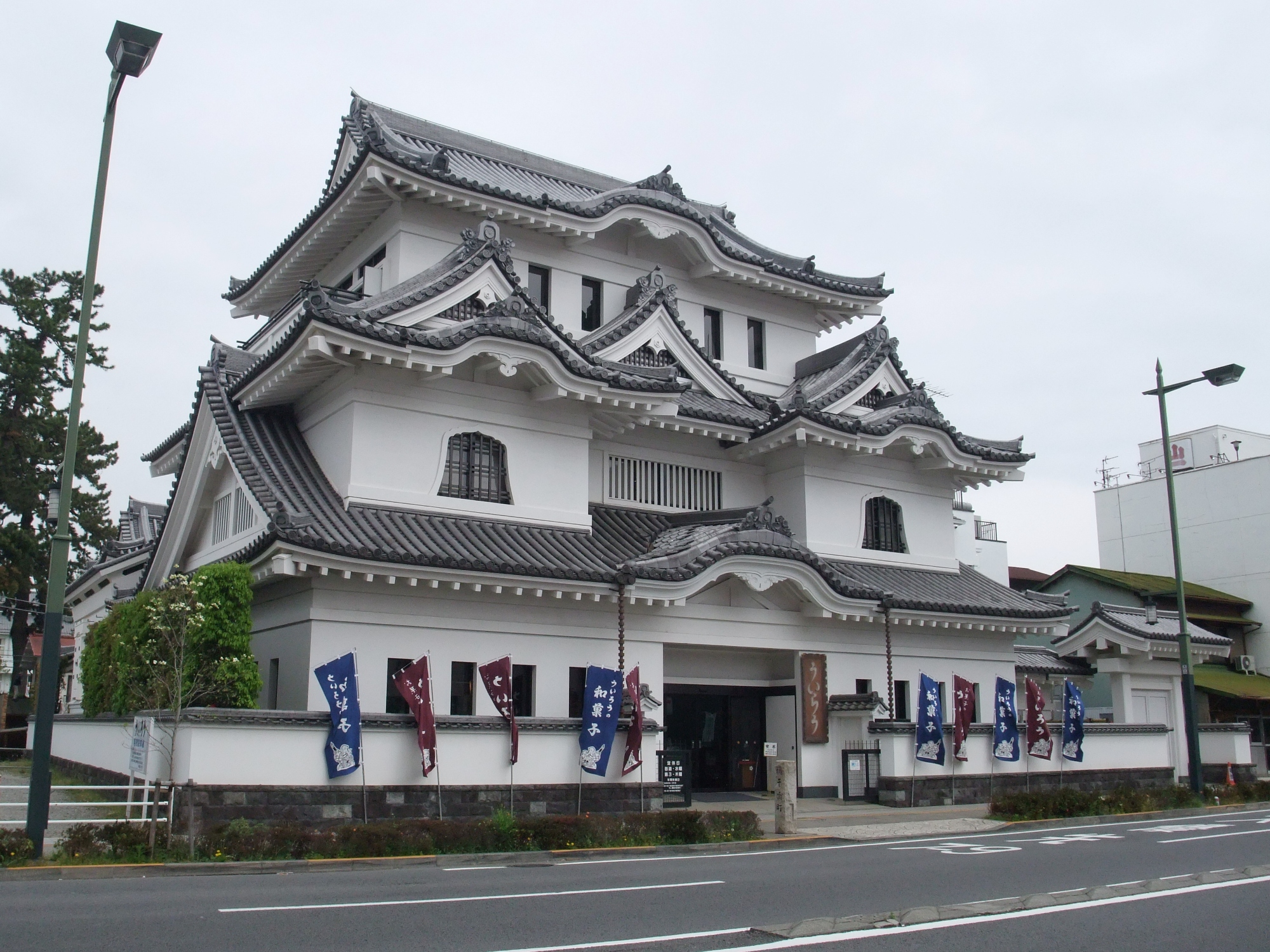
外郎
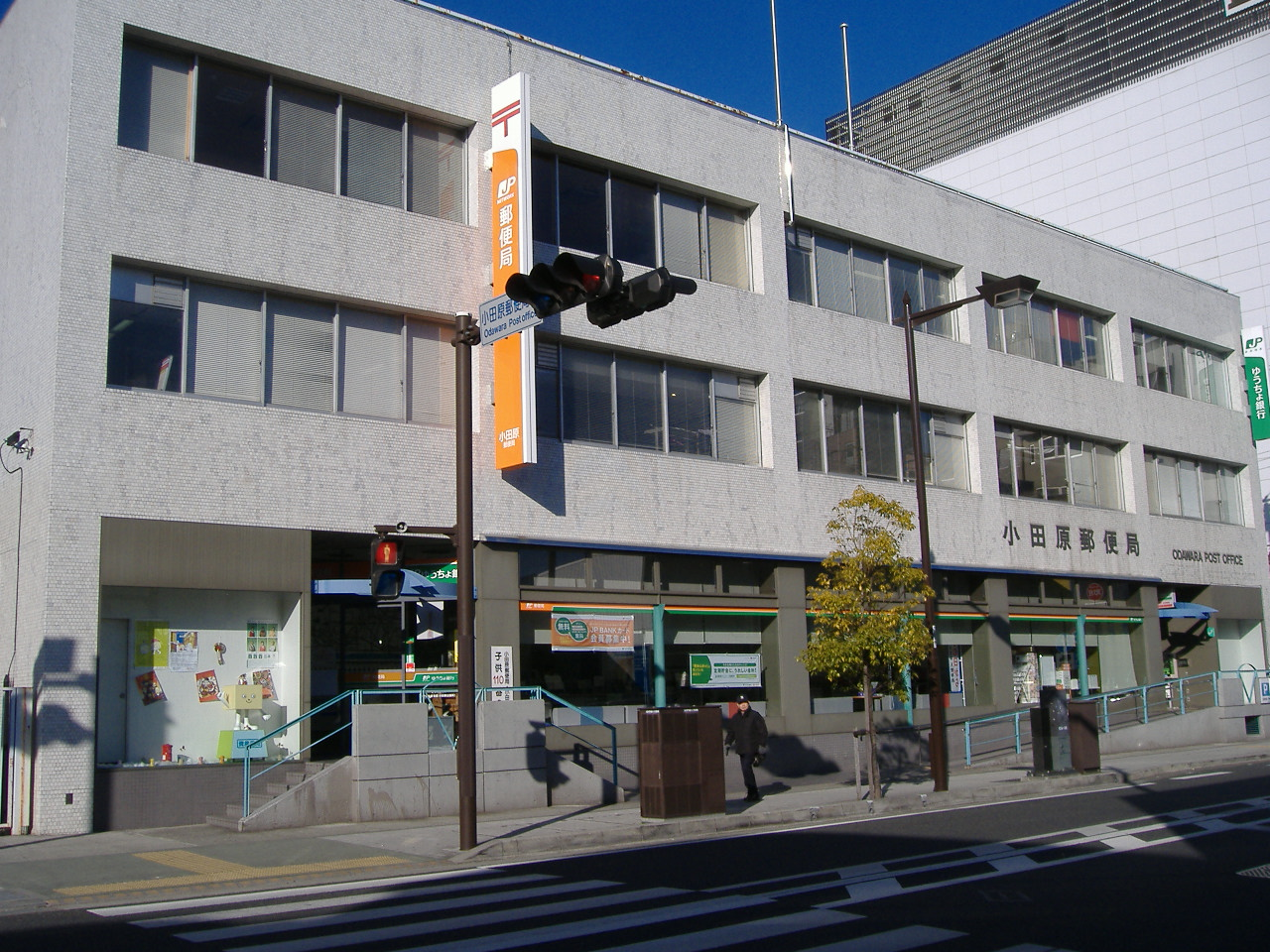
小田原郵便局
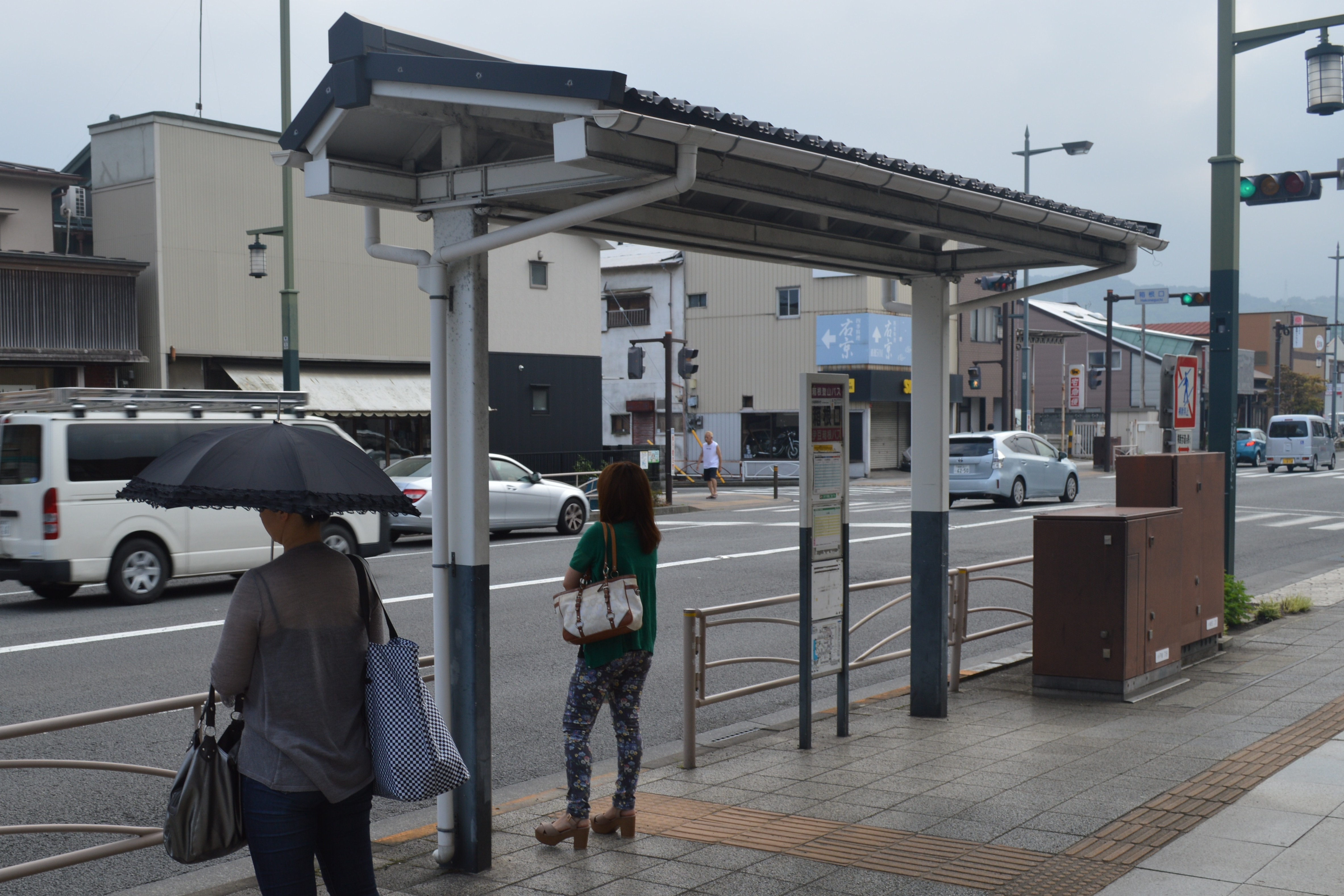
小田原にあるバス停（2013年9月撮影）
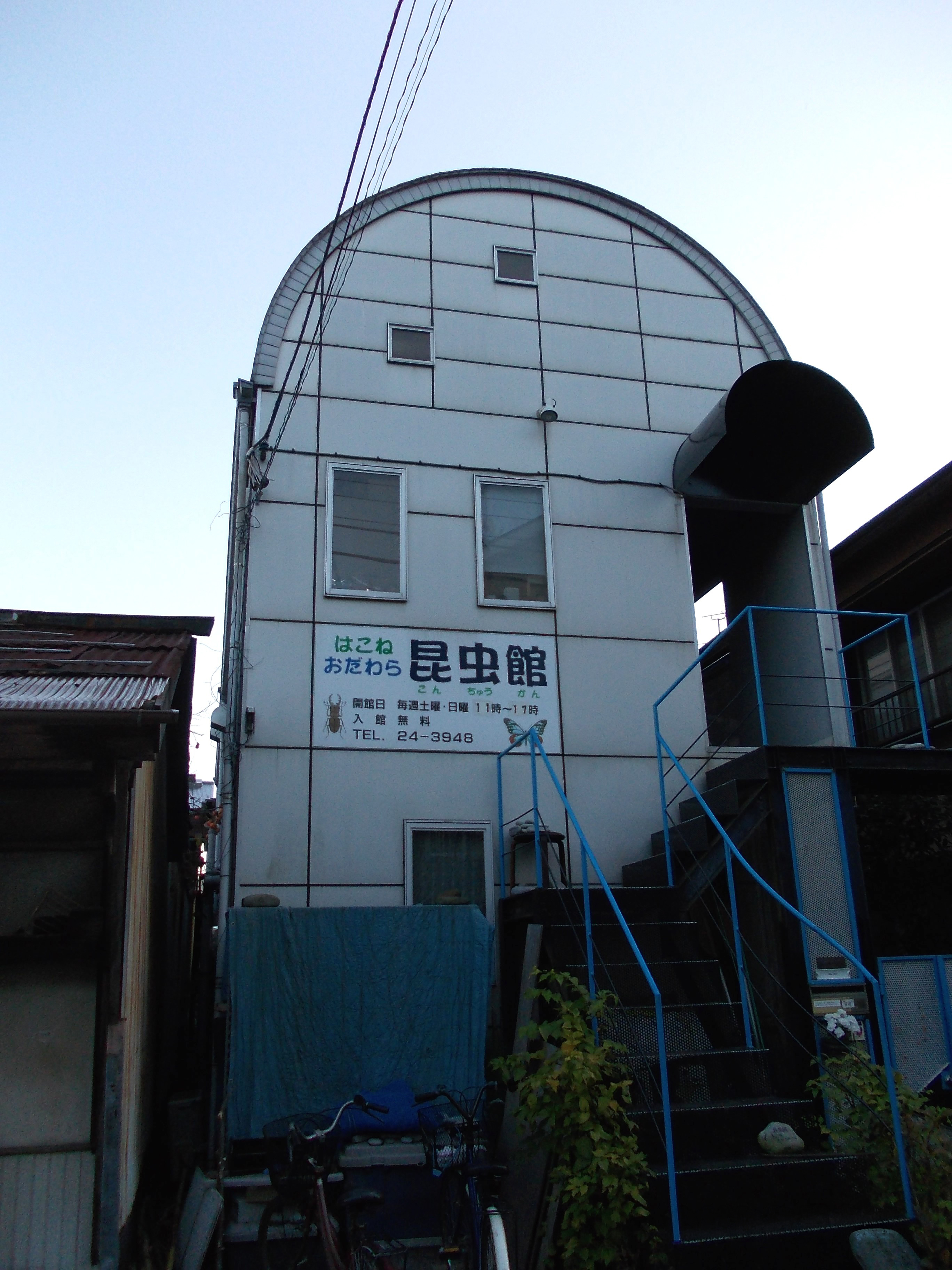
はこね・おだわら昆虫館
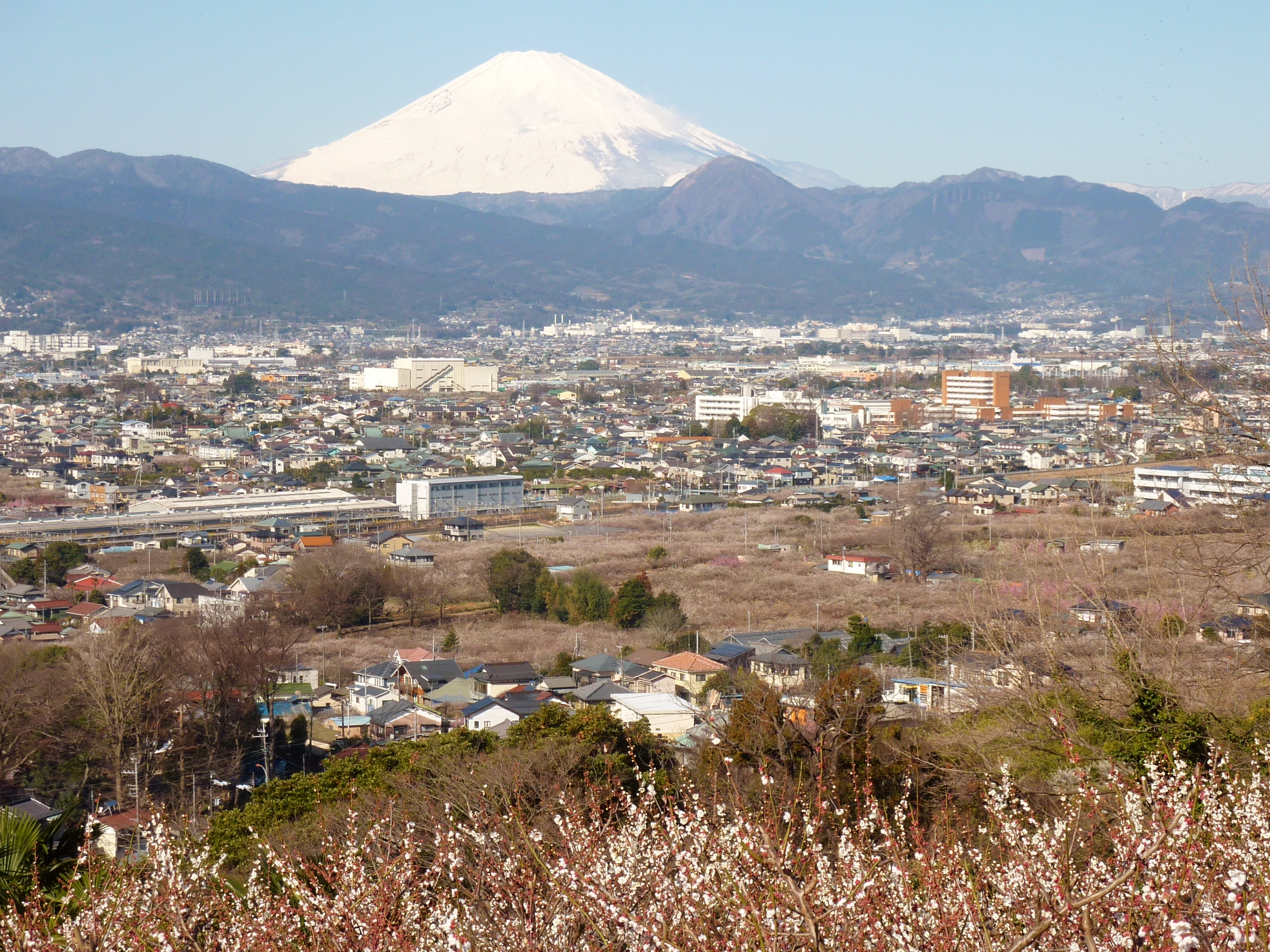
曽我梅林と富士山